# Ekomuseum Bergslagen

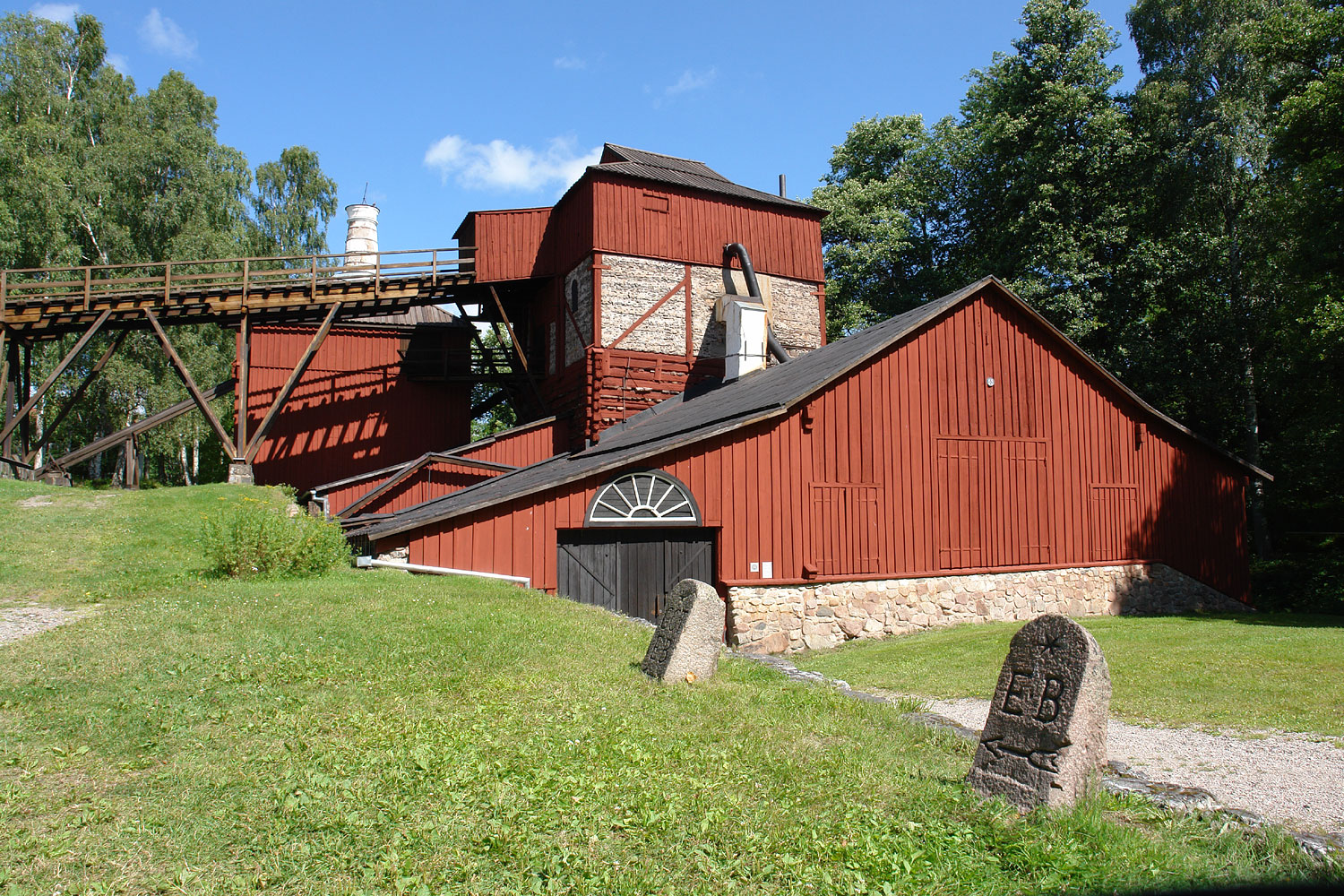
Världsarvet Engelsbergs bruk.

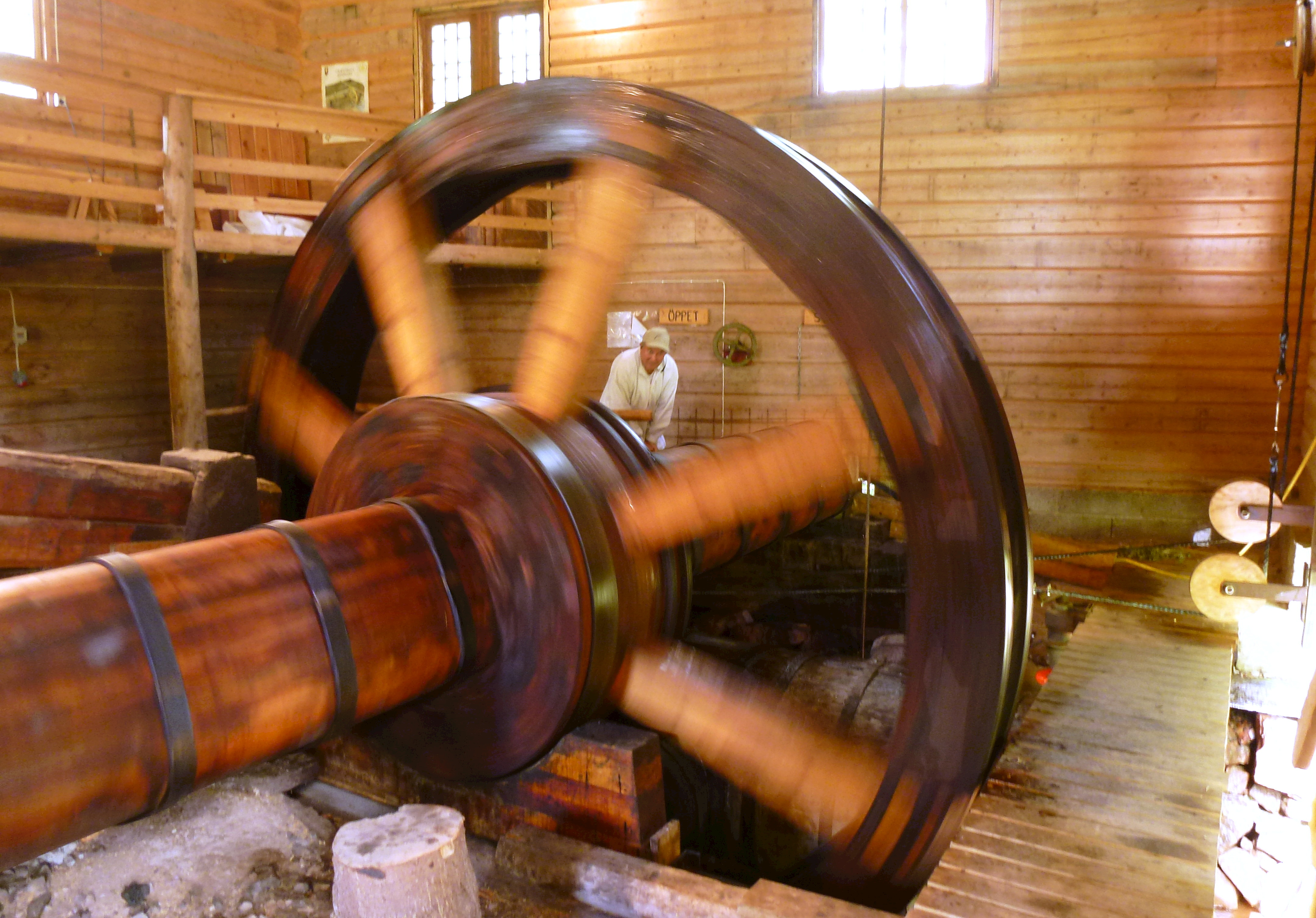
Gravendals stångjärnssmedja.

Ekomuseum Bergslagen är ett ekomuseum och ett decentraliserat friluftsmuseum i Bergslagen. Museet började sin verksamhet 1986 genom ett samarbete mellan kommuner och länsmuseer i området. Det räknas idag till världens största ekomuseum.
Det gemensamma temat är järnets historia. Ekomuseum Bergslagen består av ett 60-tal besöksmål som belyser järnhanteringen och järnets väg på olika sätt från kolproduktionen och gruvor, hyttor och järnbruk i norr och, med Strömsholms kanal som transportled, ner till Mälaren i söder. Sommartid arbetar ideella föreningar med upprustning, visningar och aktiviteter på många av besöksmålen. 

## Namnet

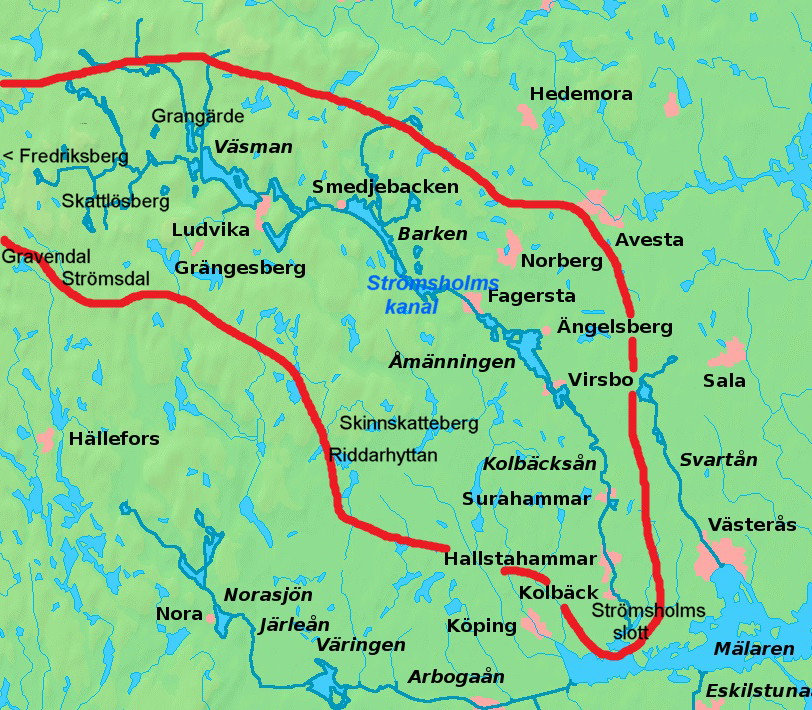
Karta över Ekomuseum Bergslagens område.

Förleden ”eko” som i ekologi och ekonomi  kommer från grekiskans  ”oikos” som betyder hushåll. Ekomuseum som begrepp skapades 1971 av International Council of Museums i Grenoble. Ekomuseum definieras som ett historiskt område och/eller ett kulturlandskap, till skillnad från det traditionella museet som utgörs av samlingar i en byggnad.

## Området
Ekomuseum Bergslagen knyter samman en lång rad besöksmål i Västerbergslagen. Det gemensamma temat är ”järnets historia” med fokus på teknik, människans villkor, transportvägar och de naturresurserna som fanns att tillgå. Området sträcker sig från Grangärde finnmark i norr, där skogsfinnar producerade träkol för hyttor och smedjor, ner till Mälaren och Borgåsunds hamn i söder, där järntackor och stångjärn lastades om för vidare transport till Stockholm. Bergslagens järn, koppar- och silverhantering var av mycket stor ekonomisk betydelse för Sverige. Som en röd tråd drar sig transportleden Strömsholms kanal genom området. Bland besöksmålen finns Lokmuseet i Grängesberg, Bergslagens medeltidsmuseum, Lapphyttan, som räknas till Europas äldsta kända masugn, Strömsholms slott och världsarvet Engelsbergs bruk. Området är stort, cirka 750 kvadratkilometer utställningsytor, och det tar ungefär tre timmar att köra med bil från Fredriksberg i norr ner till Strömsholm vid Mälaren i söder.

## Historik

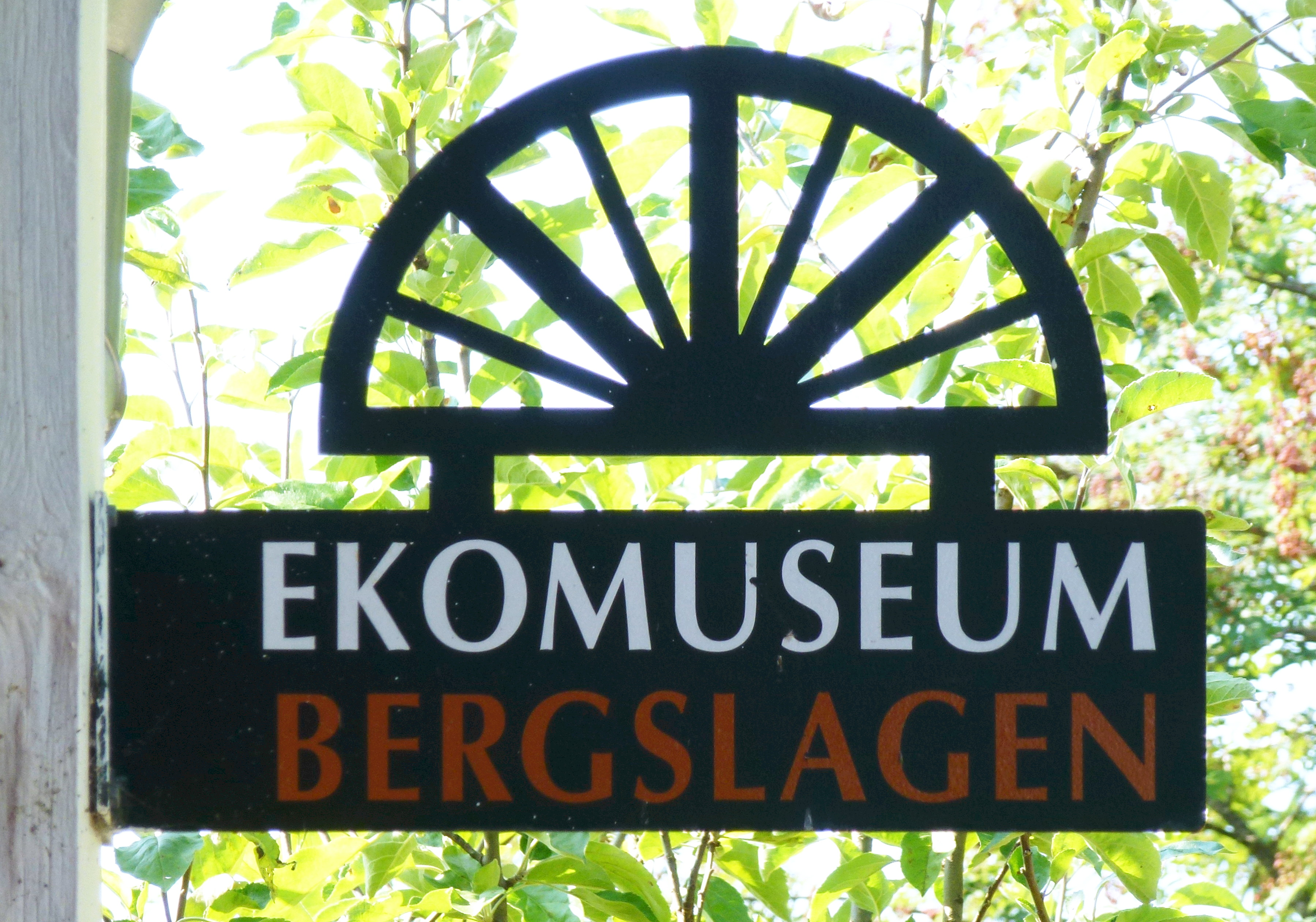
Skylt med museets logo, ett konsthjul.

Ekomuseum Bergslagen startade år 1986 som ett experiment initierat av dåvarande landsantikvarien och chefen för Dalarnas museum, Erik Hofrén. Samma år bildades ett gränsöverskridande nätverk mellan kommunerna i södra Dalarna. Dessutom involverades länsmuseerna i Dalarna och Västmanland. Man valde ut besöksmål, uppsatte enhetliga informationstavlor och utgav en guidebok inklusive översiktskarta med titeln ”Järn bryter bygd”.
Förebilder var bland annat liknande ekomuseer i Frankrike och England, exempelvis Ironbridge Gorge Museum nära Shropshire.  I sitt förord till ”Järn bryter bygd” skrev Erik Horén bland annat följande: ”Ekomuseum Bergslagen handlar om människor, miljö och landskap. Att söka göra tydlig i nuet den dolda men dynamiska attraktionskraften som finns i den dokumentära sociala omgivningen.” Vid styrelsemöte hösten 2015 deltog åter Surahammars kommunalråd, och under 2016 tog kommunen beslut om att åter delta i samarbetet från och med år 2017.
År 1990 bildades en stiftelse med säte i Fagersta kommun. Den instiftades av kommunerna Ludvika, Smedjebacken, Fagersta, Norberg, Skinnskatteberg, Surahammar och Hallstahammar, länsmuseerna Dalarnas museum och Västmanlands läns museum och turistorganisationen Westmannaturism. År 2006 drog Surahammars kommun sig ur samarbetet men kvarstår som stiftare och Westmannaturism blev nedlagt 2006. Under perioden 1990-2006, då Surahammars kommun deltog i samarbetet, ingick även Ramnäs bruksområde, Surahammars bruksområde, Surahammars nya kyrka samt Sura gamla kyrka (förstörd i brand 1998) bland besöksmålen. År 2010 utgavs en ny guidebok som heter "Om järn och människor".

## Michelettipriset
År 1998 belönades Ekomuseum Bergslagen med Luigi Micheletti Award för årets industrihistoriska museum i Europa.
Motiveringen löd:
Michelettipriset för 1998 års bästa teknik- eller industrihistoriska museum bland de deltagande kandidaterna, har vunnits av Ekomuseum Bergslagen i centrala Sverige. Museét täcker 75 mil² skogklätt land och beskriver en region som under flera århundraden utgjorde ett av Europas främsta järnproducerande områden. 49 olika miljöer har restaurerats och gjorts tillgängliga för besökare. Förändringar och tillägg sker varje år. Med tanke på att museet ständigt befinner sig i utveckling har det varit svårt att veta vilket år man borde ansöka om priset, men museets positiva utveckling den senaste tiden ansågs vara en god anledning. Juryn har lagt stor vikt vid de frivilliga krafternas stora betydelse som guider och berättare i hela museets område och även noterat den entusiasm som karaktäriserar hela verksamheten och som uttrycks både av dem som är engagerade i arbetet och av de institutioner som stödjer museet ekonomiskt.

## Besöksmål
Nedan uppförda besöksmål gällde för säsongen 2018.

### Ludvika kommun
- Mårtens & Kullens kyrkstigar
- Grangärde kyrkby
- Skattlösberg med Luossastugan
- Gravendal
- Strömsdal
- Finngården Rikkenstorp
- Finngården Skifsen
- Bränntjärnstorpet
- Cassels donation
- Grängesbergs gruvområde
- Lokmuseet
- Stora Hagen
- Klenshyttan
- Lekombergs gruva
- Hammarbacken
- Ludvika gammelgård och gruvmuseum

### Bilder, Ludvika kommun

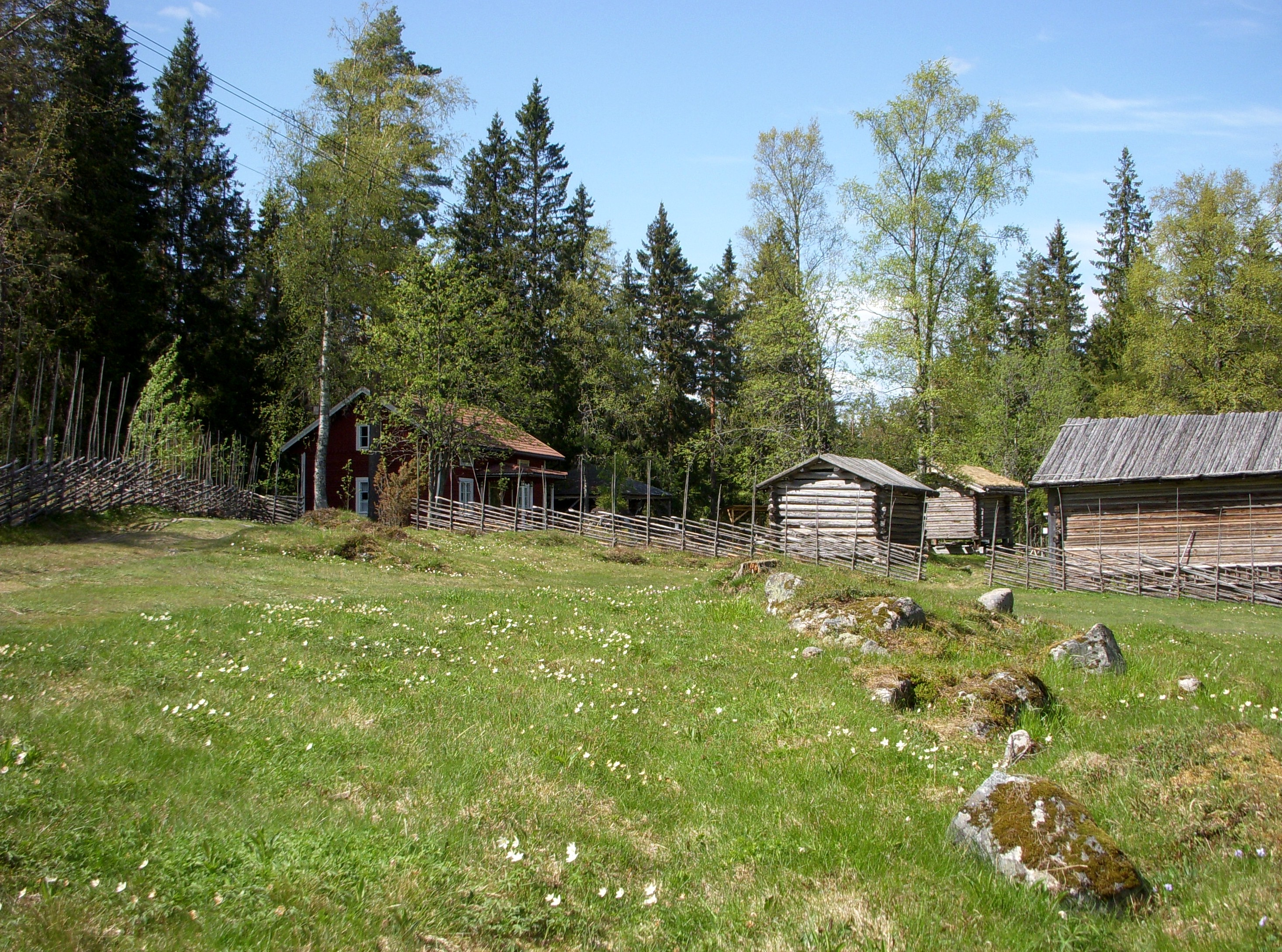
Finngammelgården
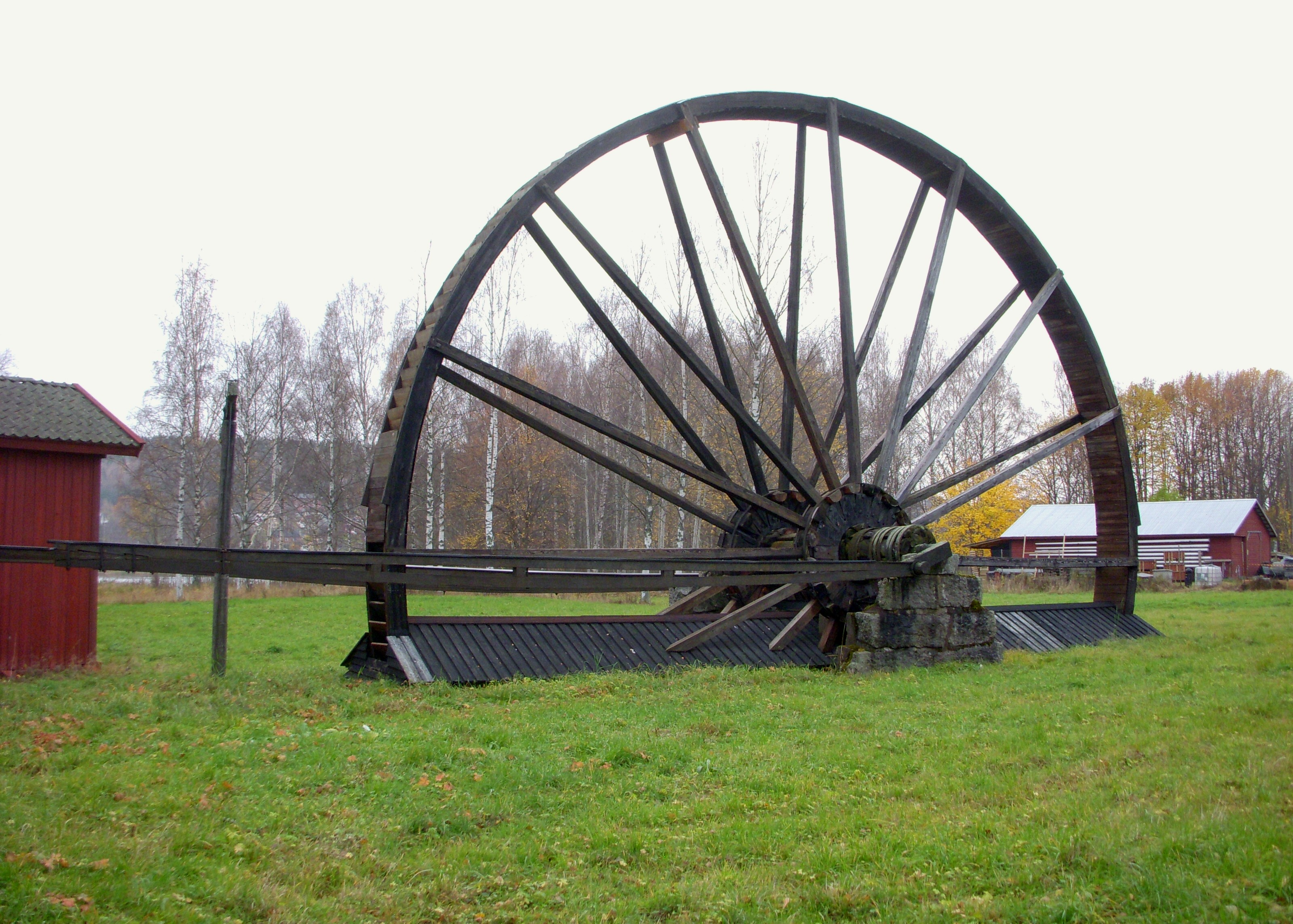
Ludvika Gammelgård
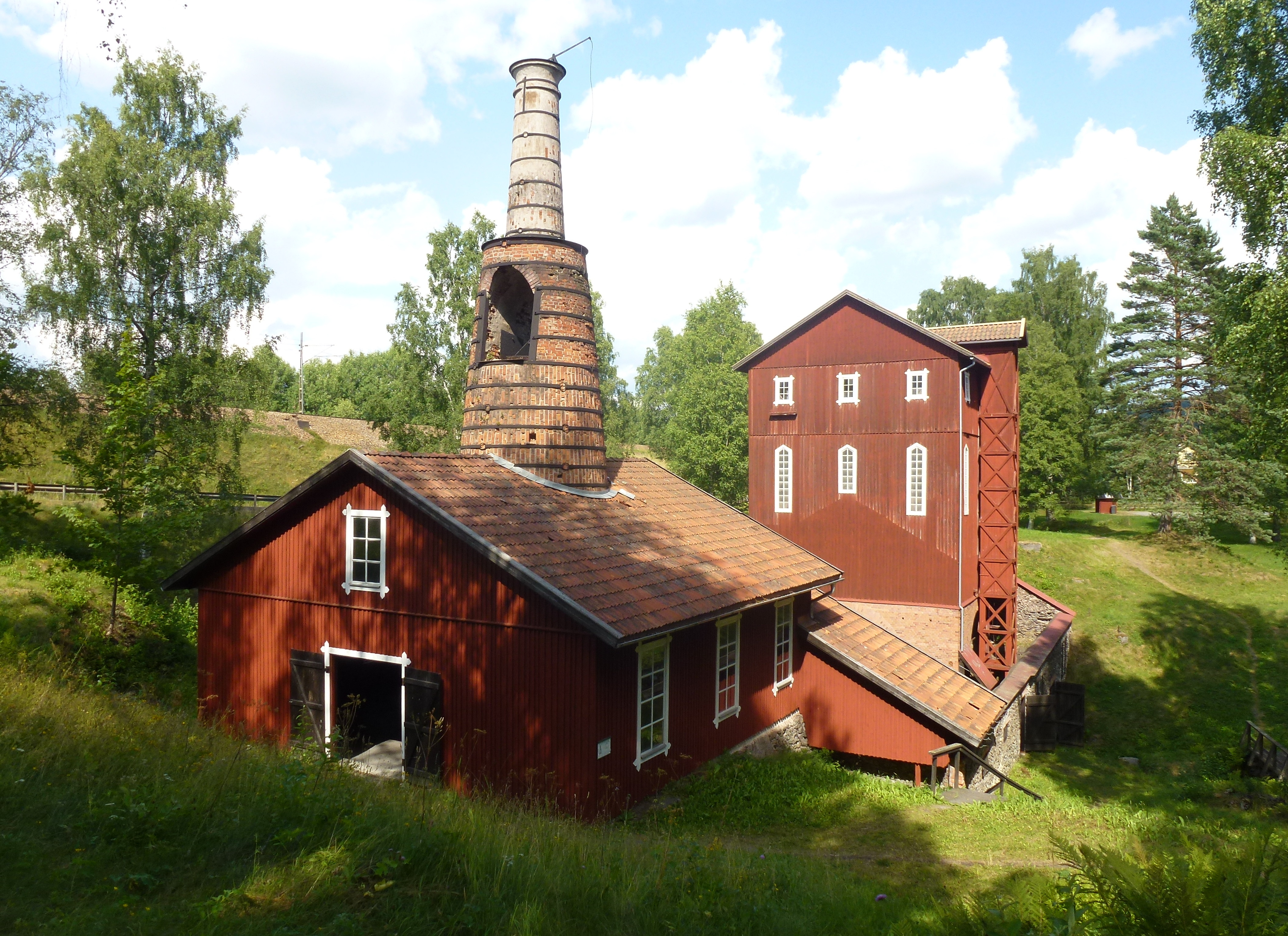
Klenshyttan
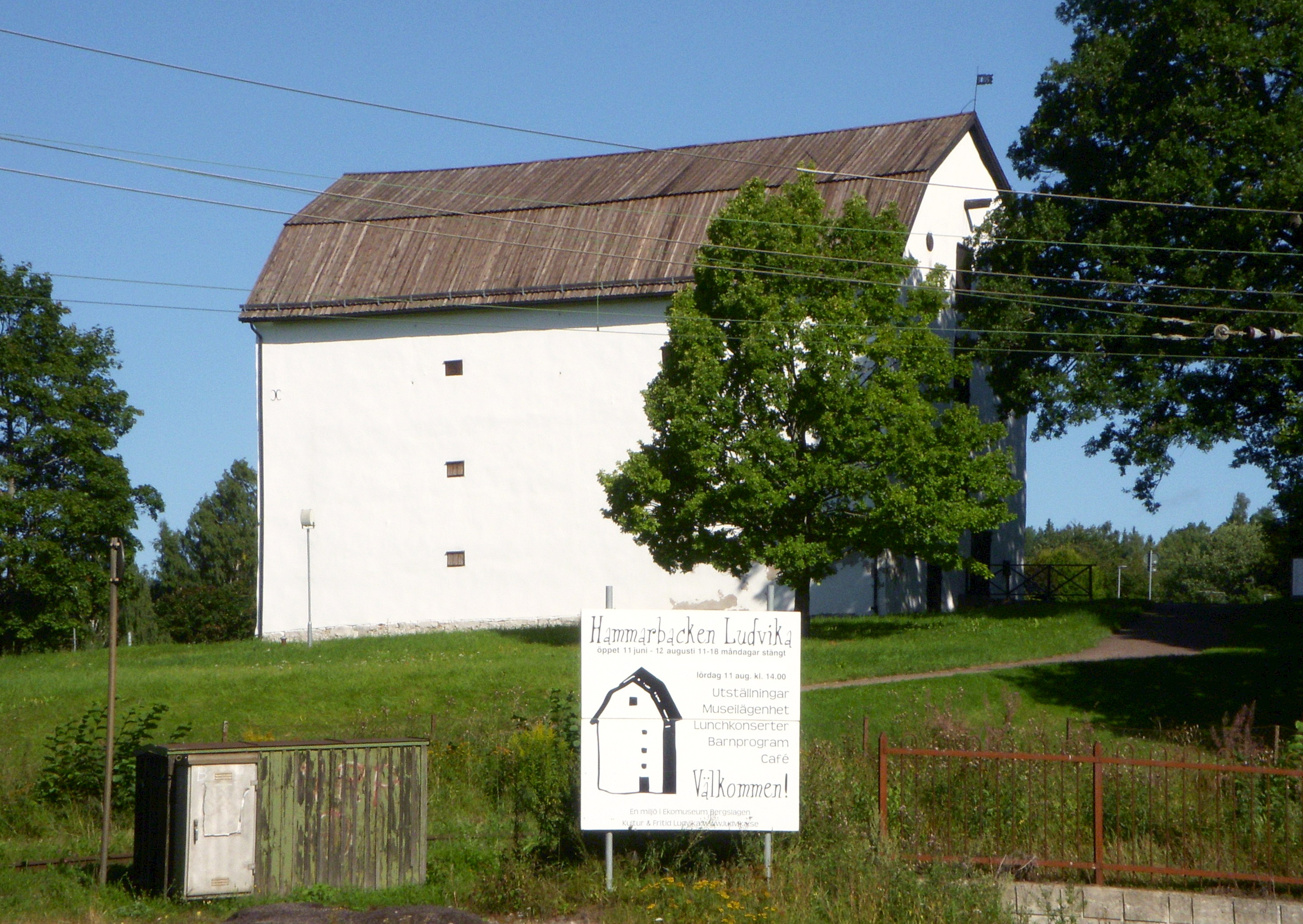
Hammarbacken
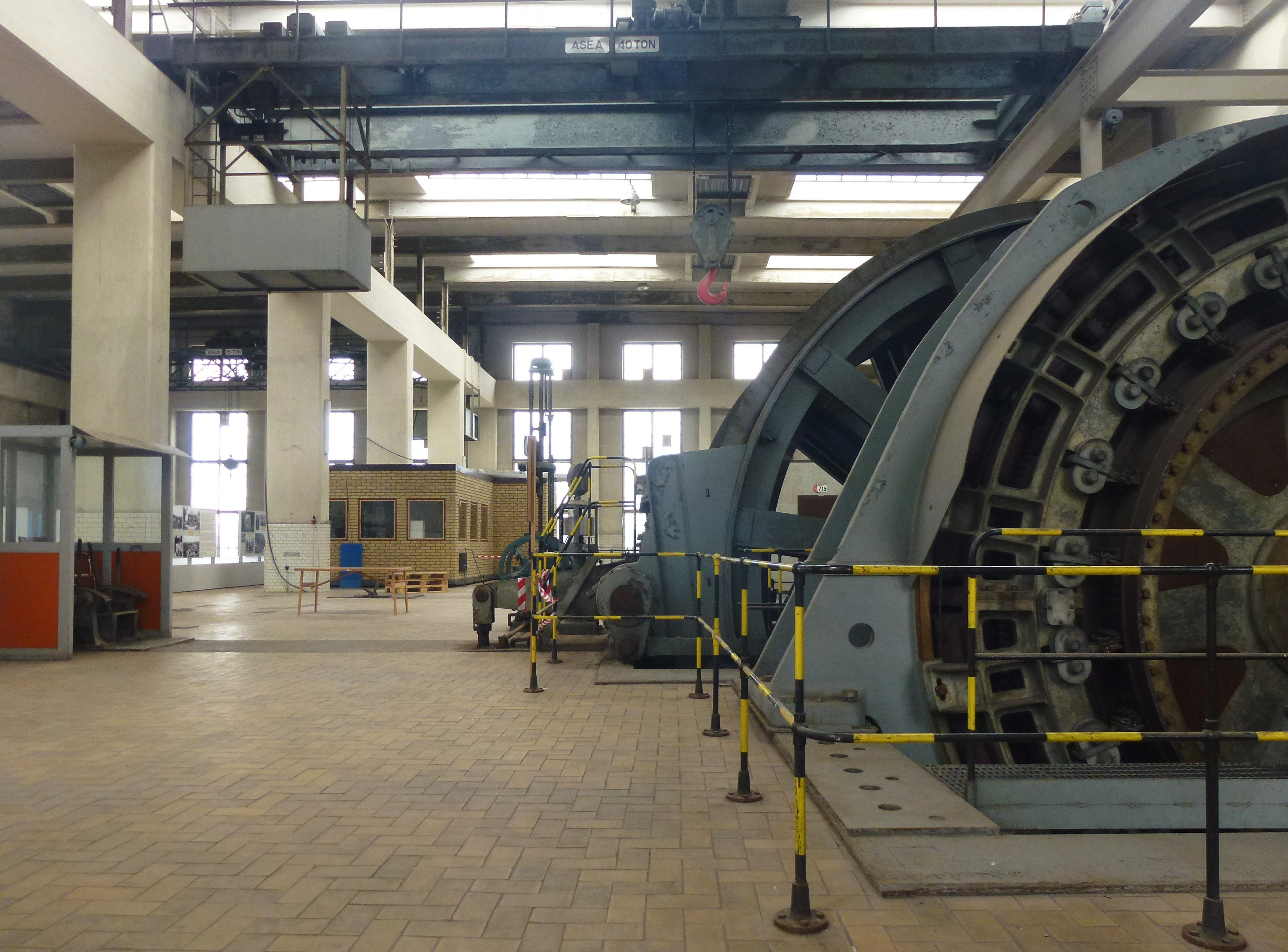
Grängesbergsgruvan
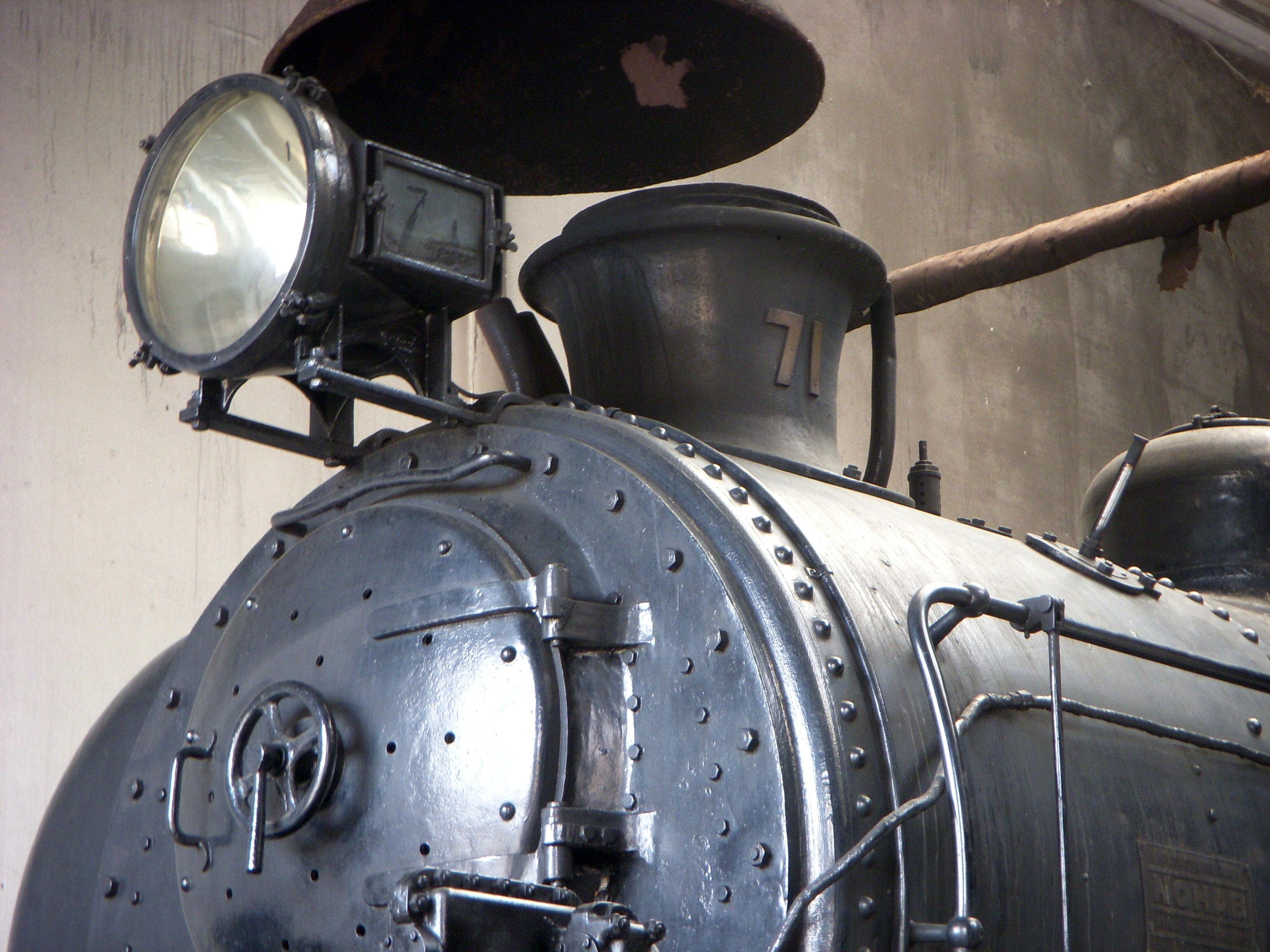
Turbinloket M3t på Lokmuseet
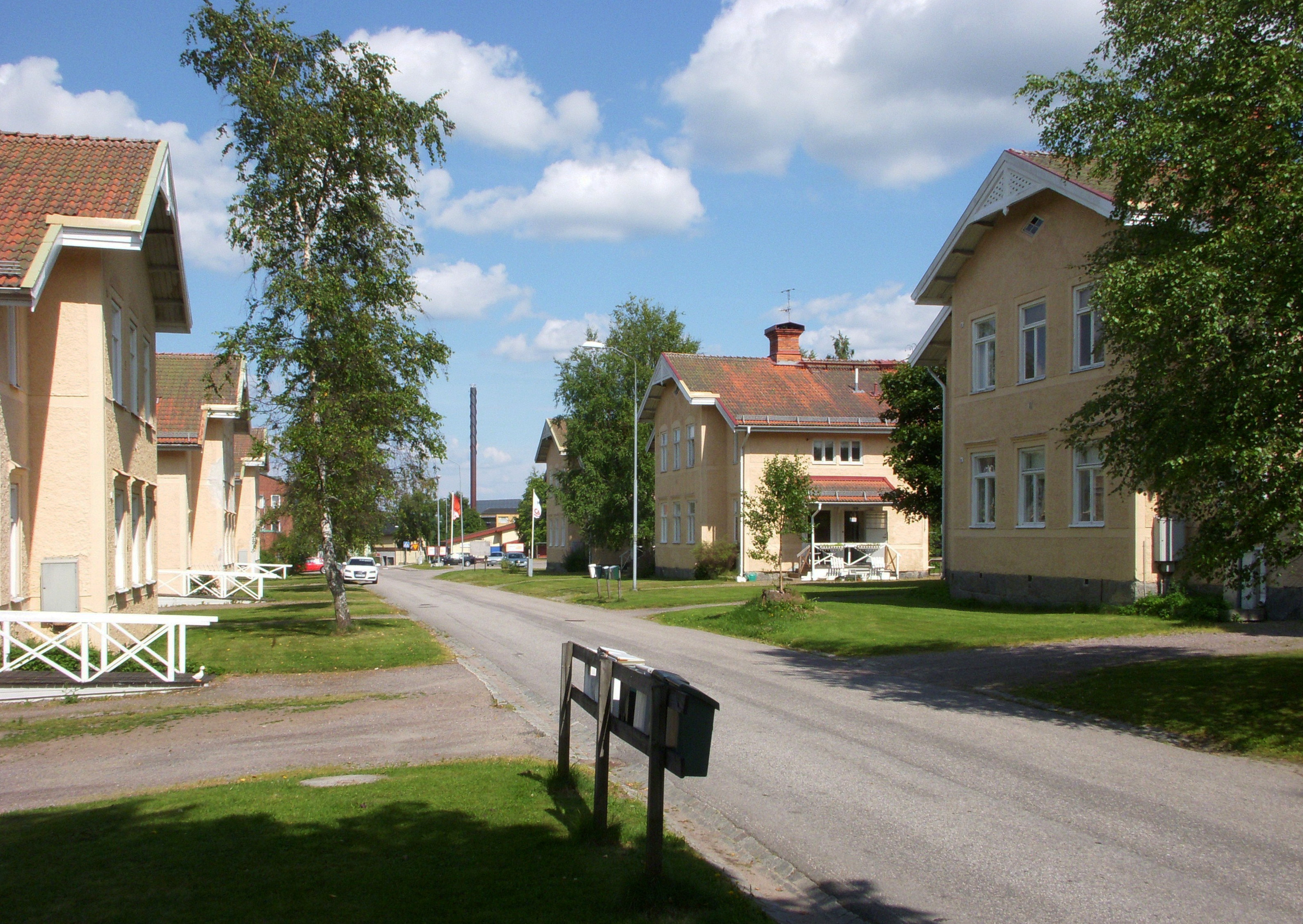
Stora hagen
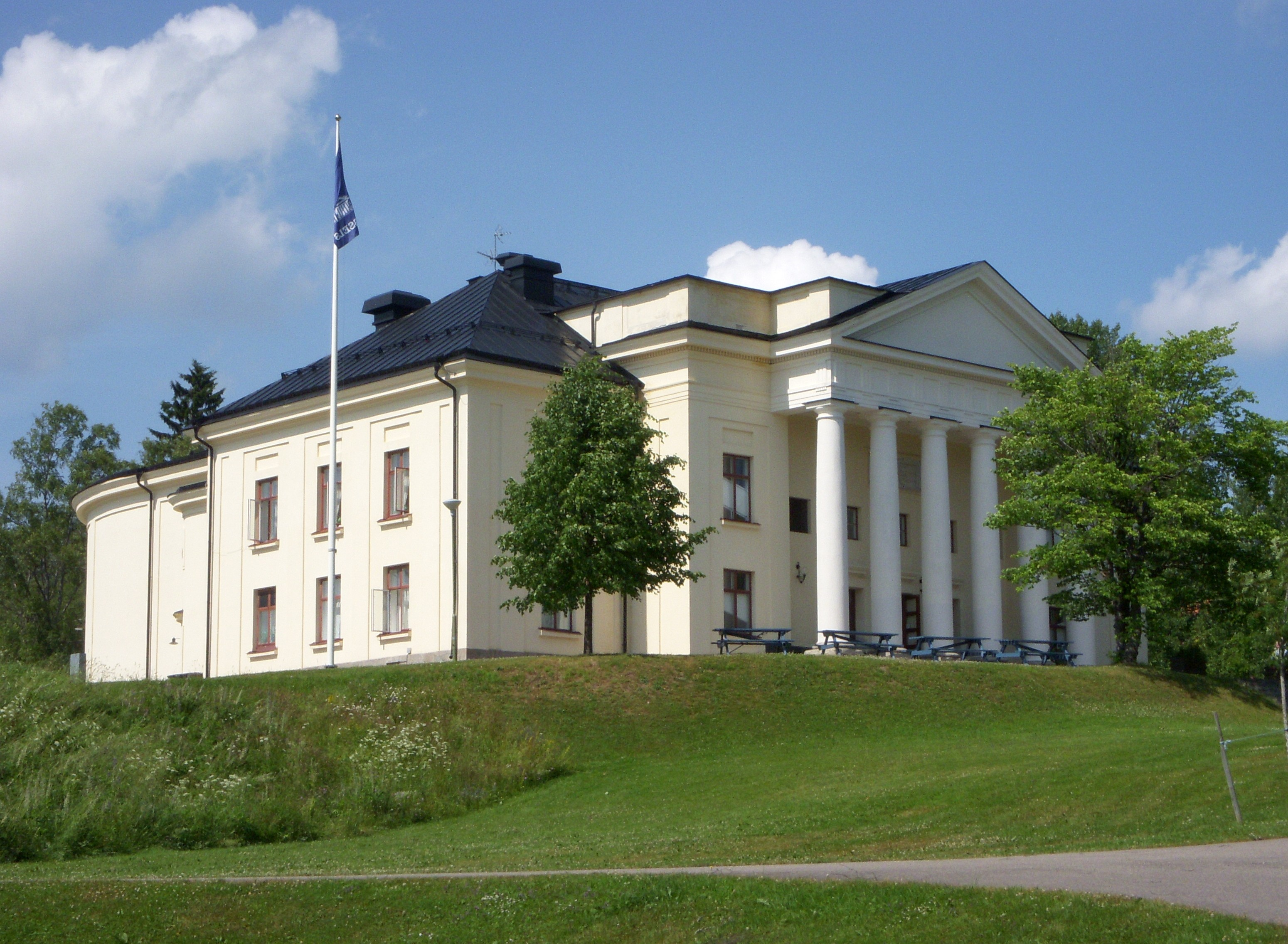
Cassels donation

### Smedjebackens kommun
- Schisshyttans vandringsled
- Stollbergs gruva
- Flogbergets gruvor
- Johan Ahlbäcks ateljé
- Kyrkogatan, hamn & hembygdsgård
- Flatenbergs hytta
- Stimmerbo och Torrbo bergsmansbyar
- Söderbärke kyrkby och hembygdsgård
- Malingsbo bruksmiljö

### Bilder, Smedjebackens kommun

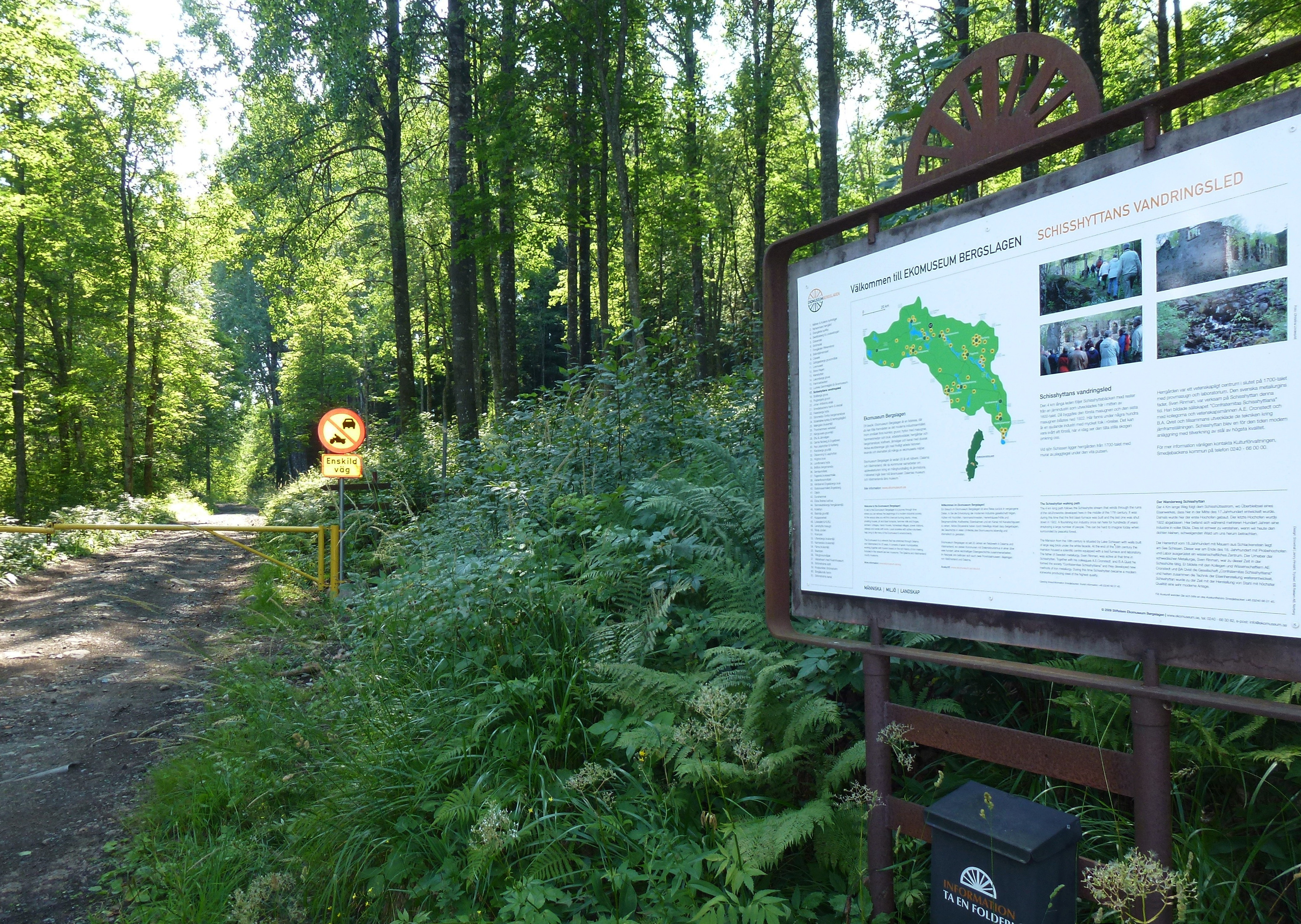
Schisshyttans vandringsled
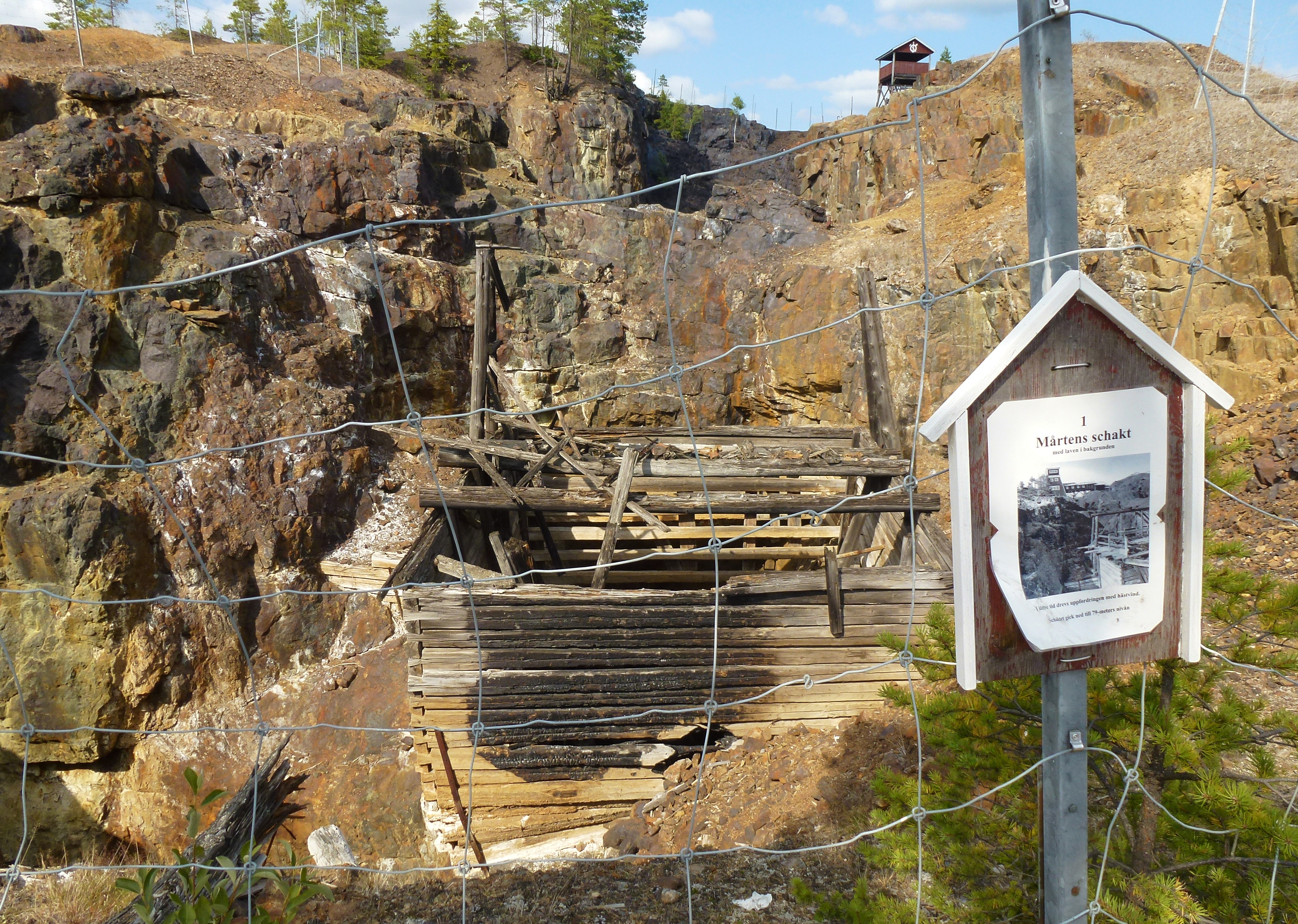
Stollbergs gruva
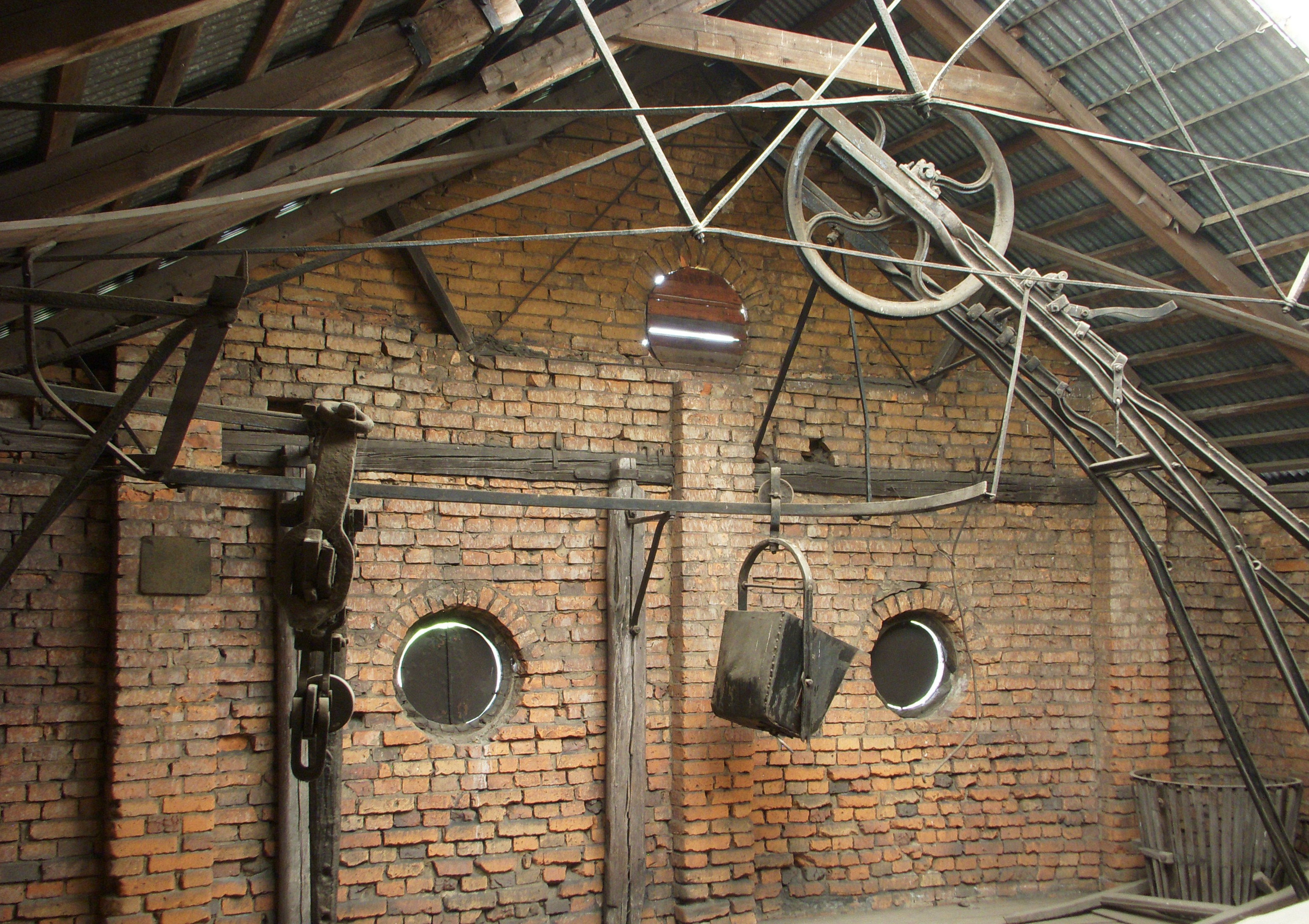
Flatenbergs hytta
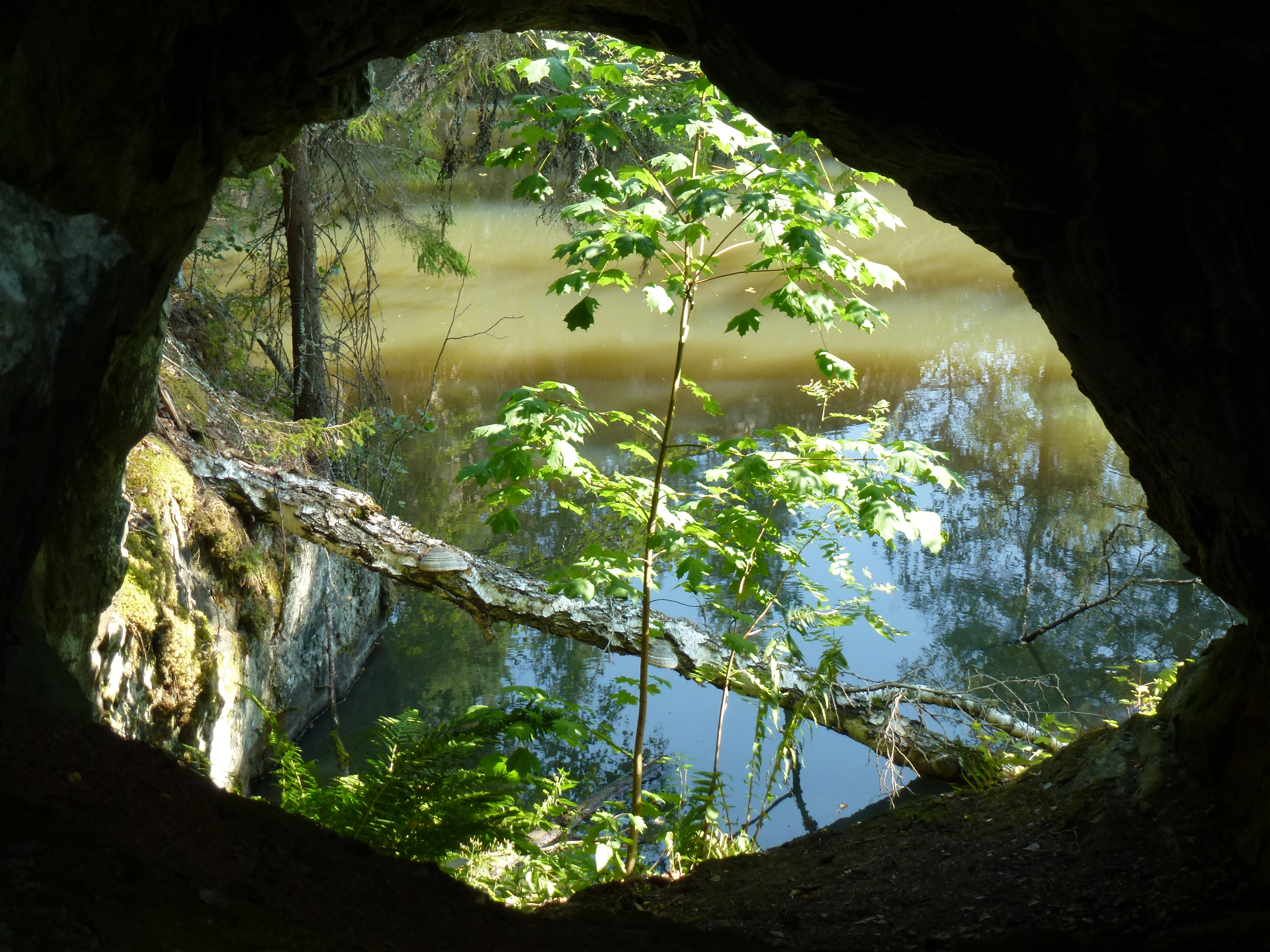
Flogbergets gruvor
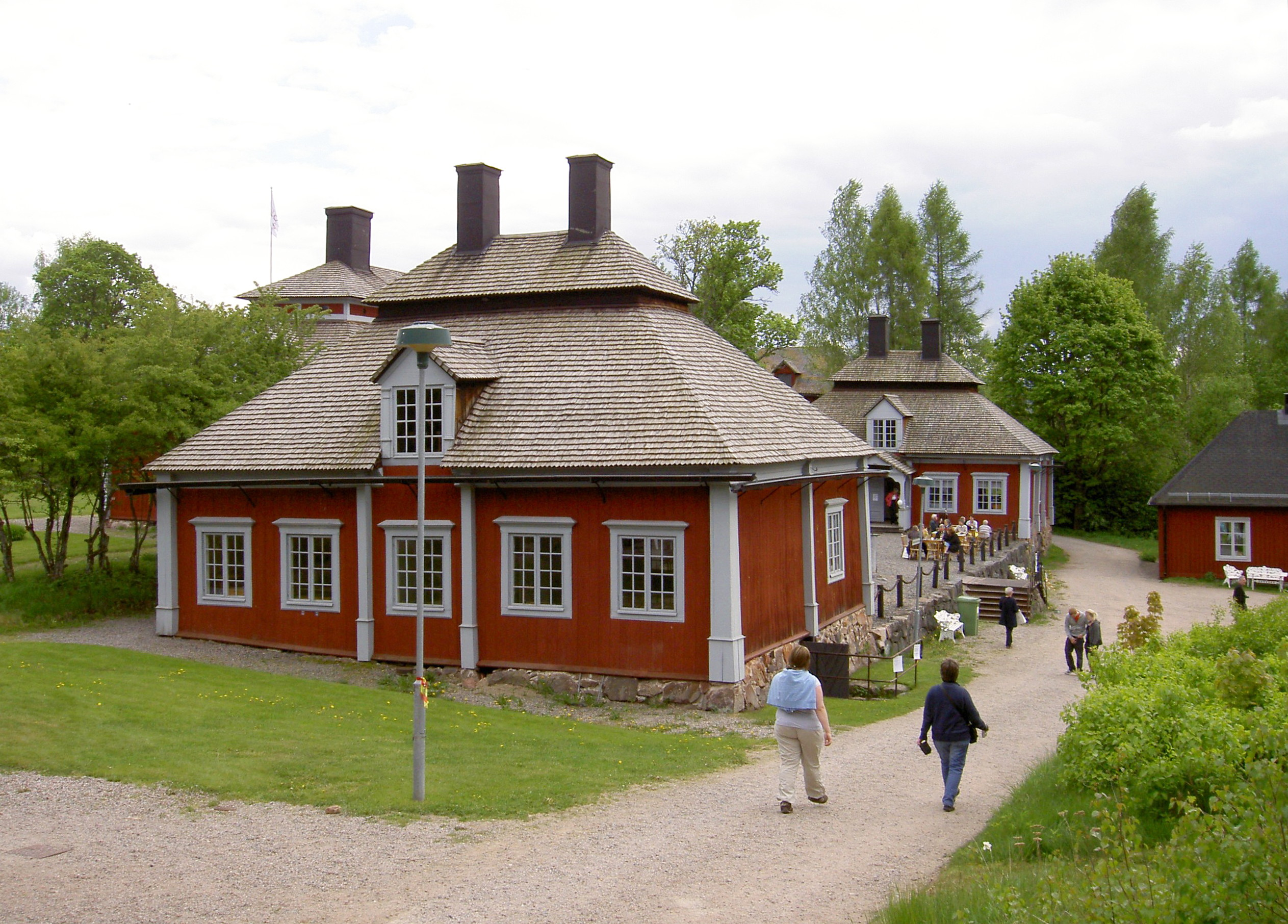
Malingsbo bruksmiljö
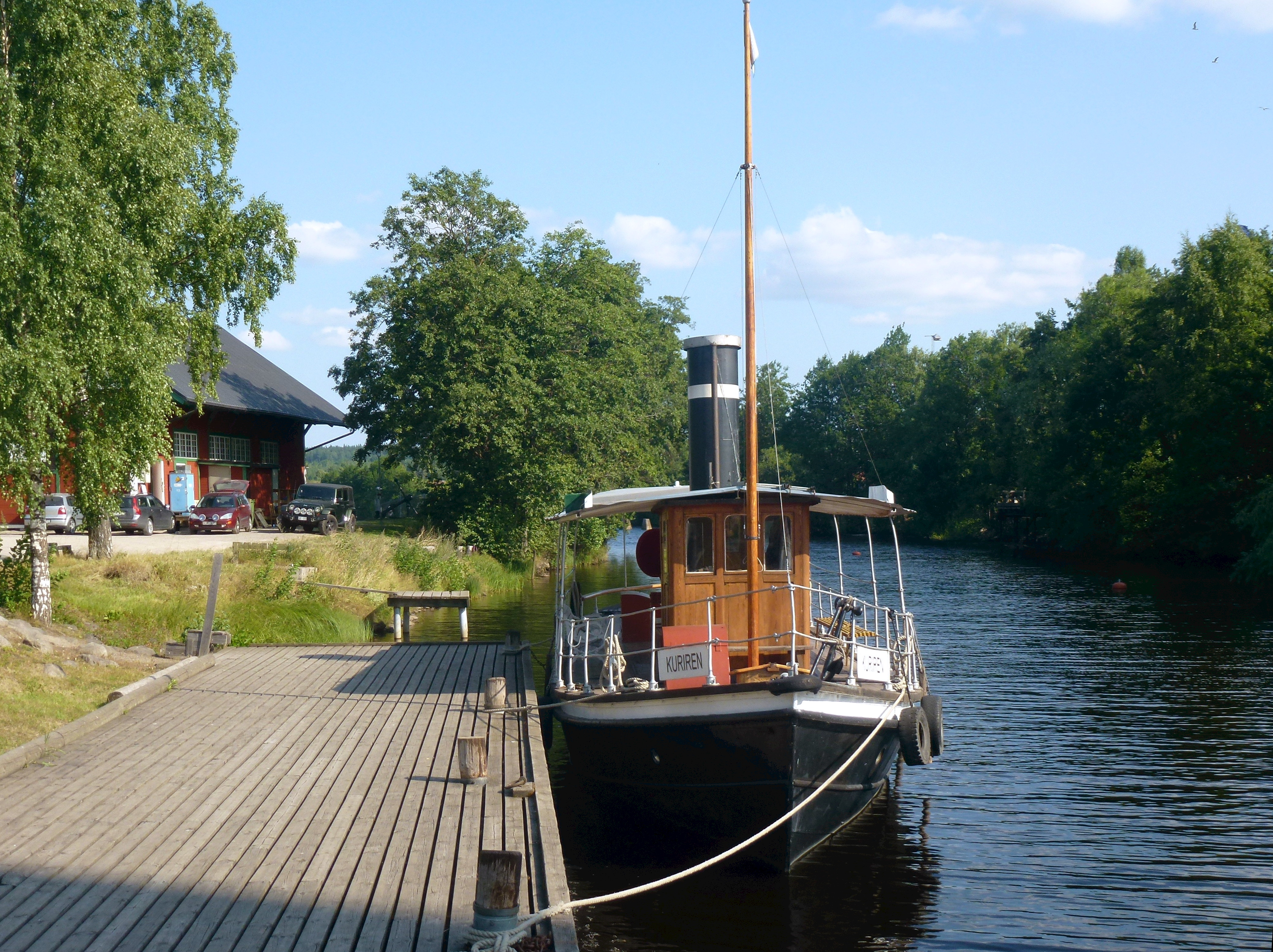
Smedjebackens hamn
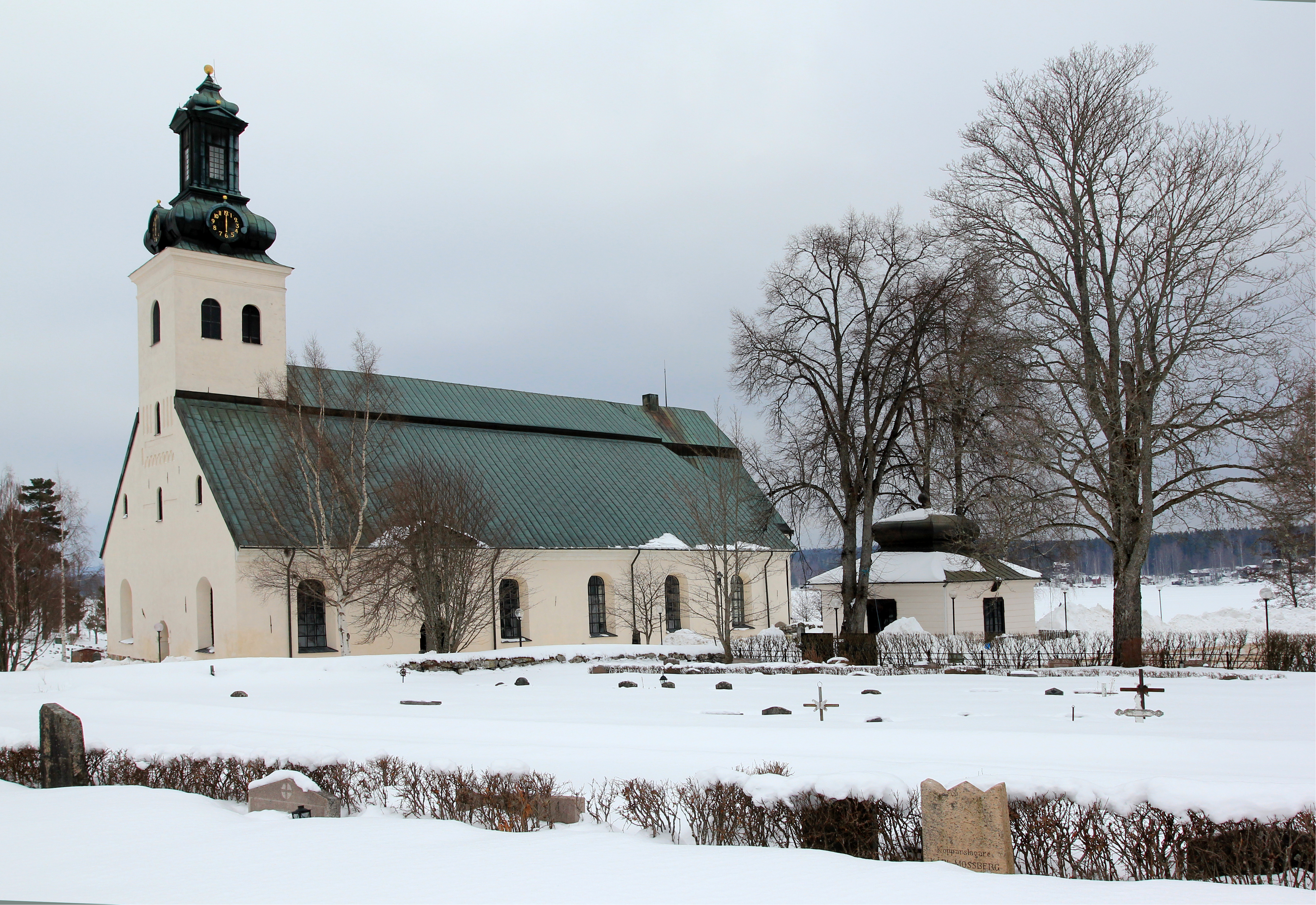
Söderbärke kyrka
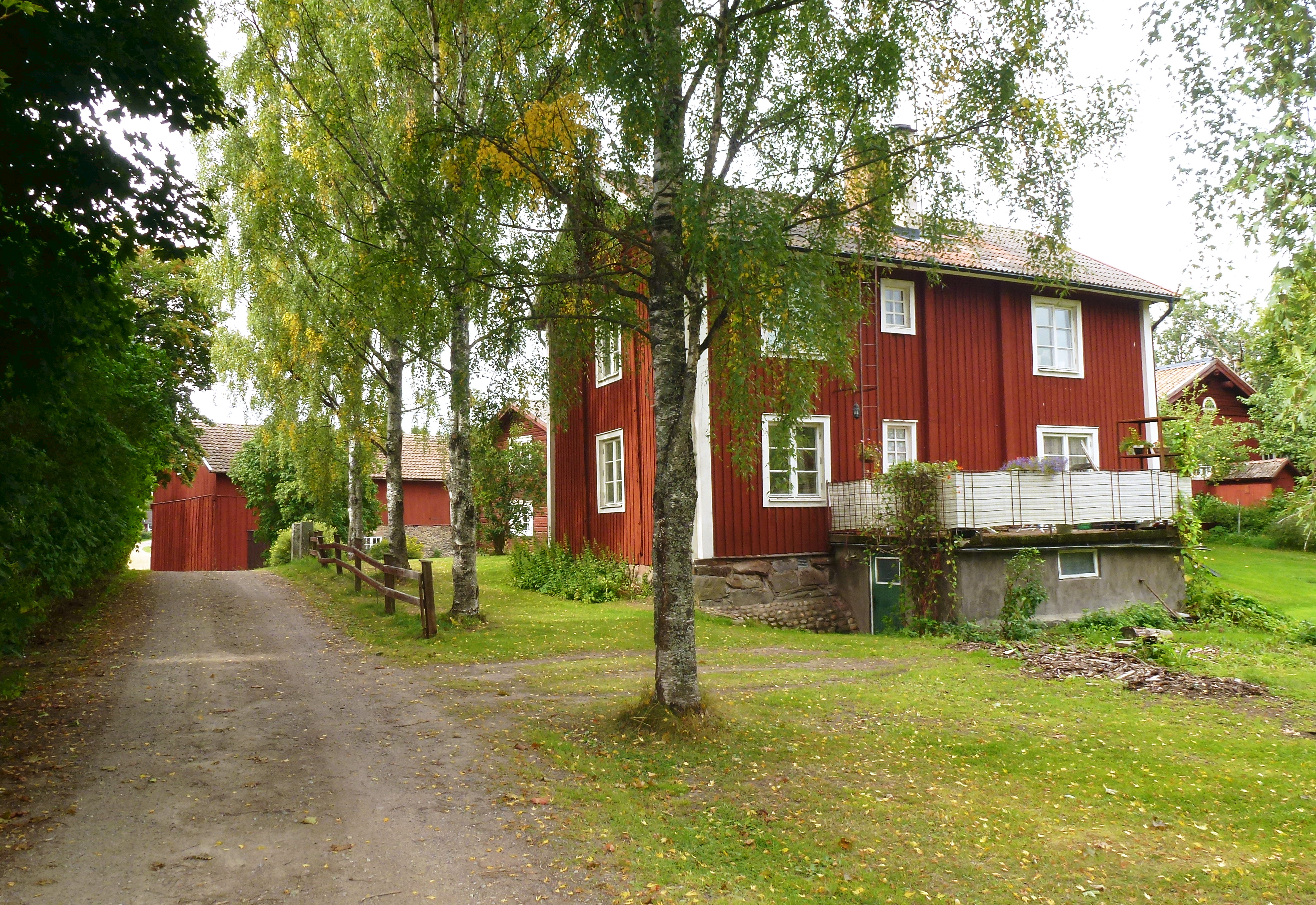
Torrbo bergsmansby

### Norbergs kommun
- Thorshammars verkstad
- Kärrgruvan med Norbergs gruvmuseum, Svinryggens gruvor och Polhemshjulet
- ENJ och Järnvägen
- Gamla Norberg och Engelbrekt
- Nya Lapphyttan och Karlberg
- Klackbergs gruvfält
- Olsbennings bergsmansby och Lapphyttan
- Högfors bruk
- Landforsens hytta
- Bråfors bergsmansby

### Bilder, Norbergs kommun

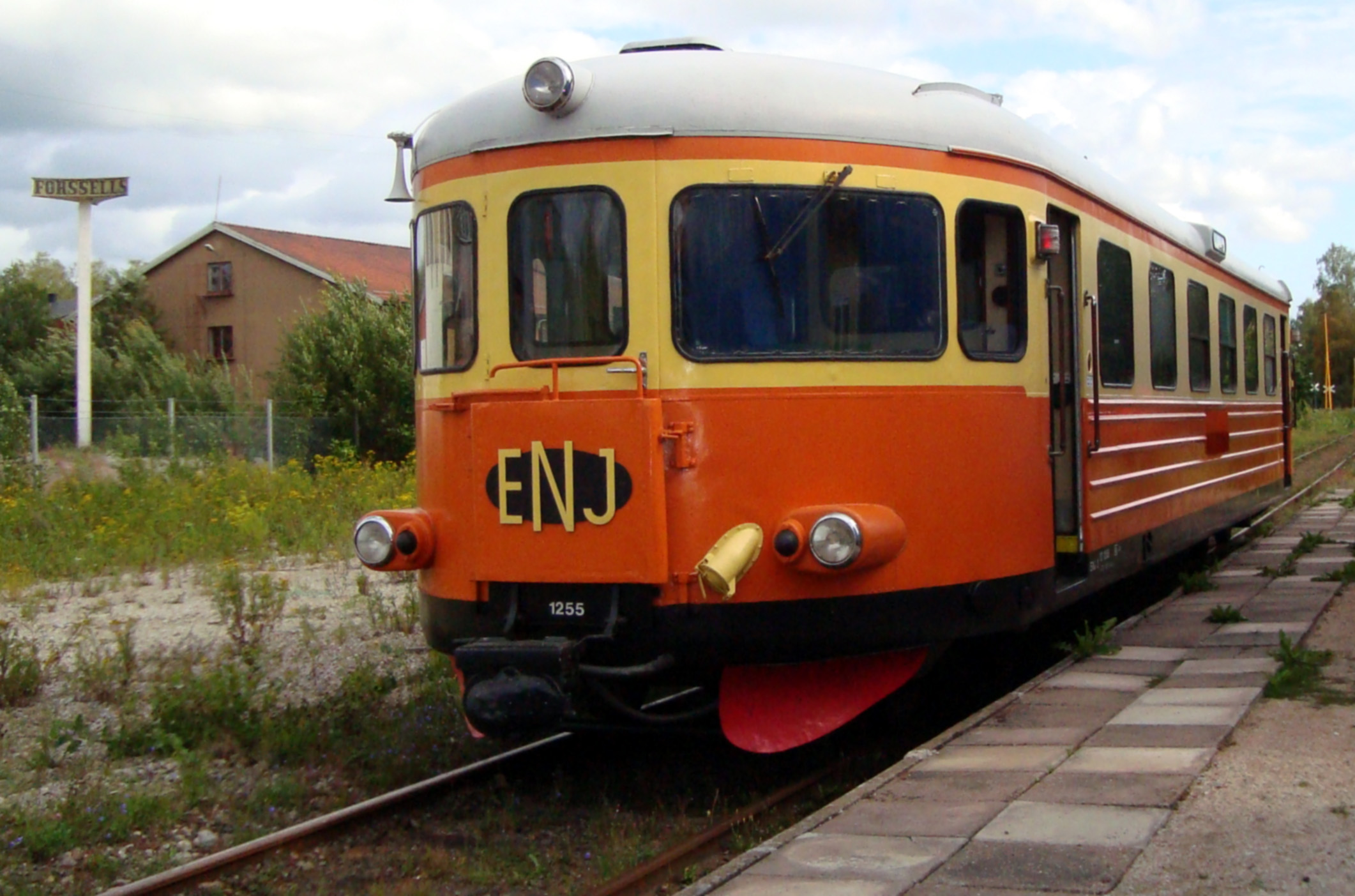
Engelsberg–Norbergs Järnväg
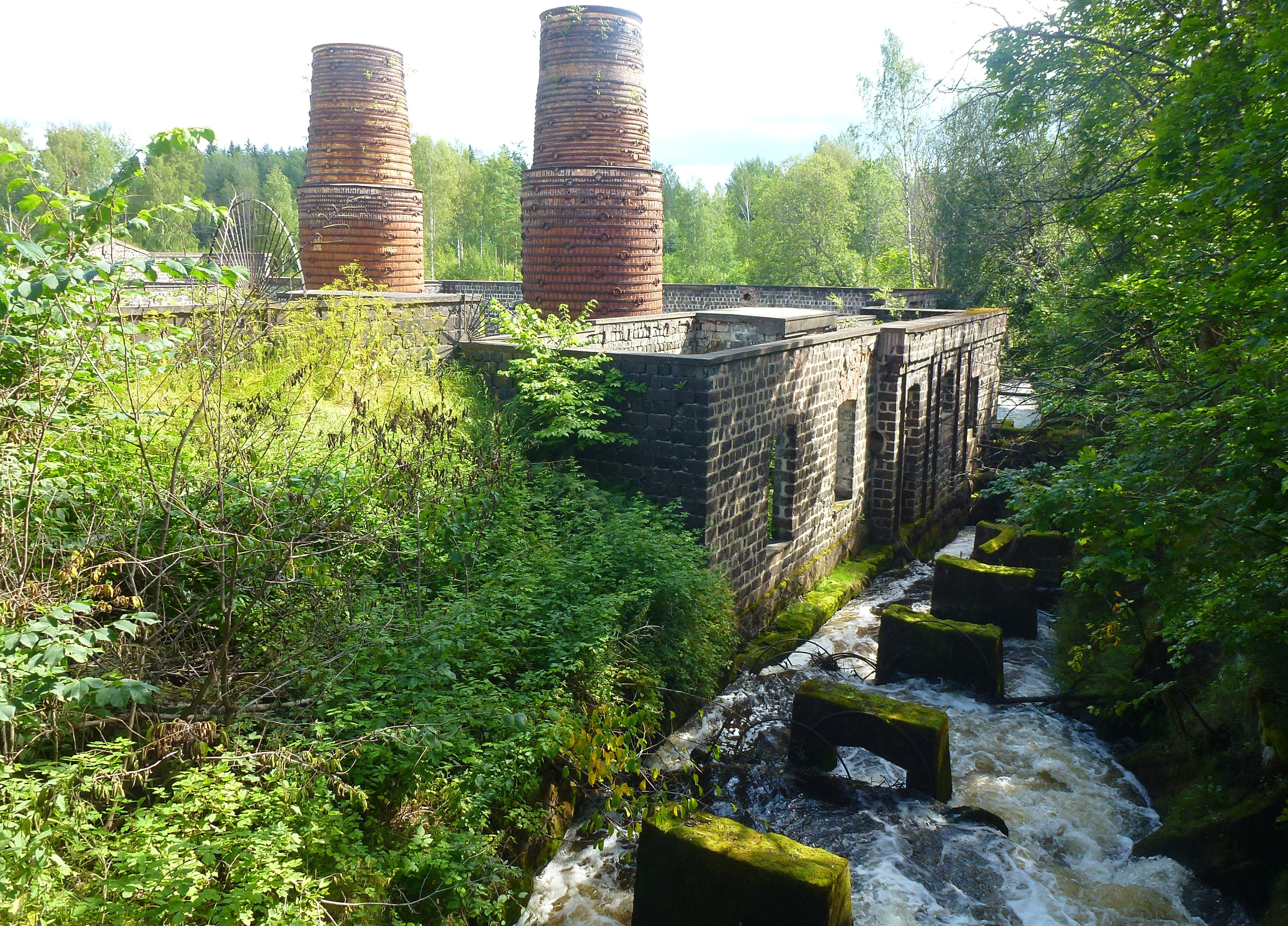
Högfors bruk
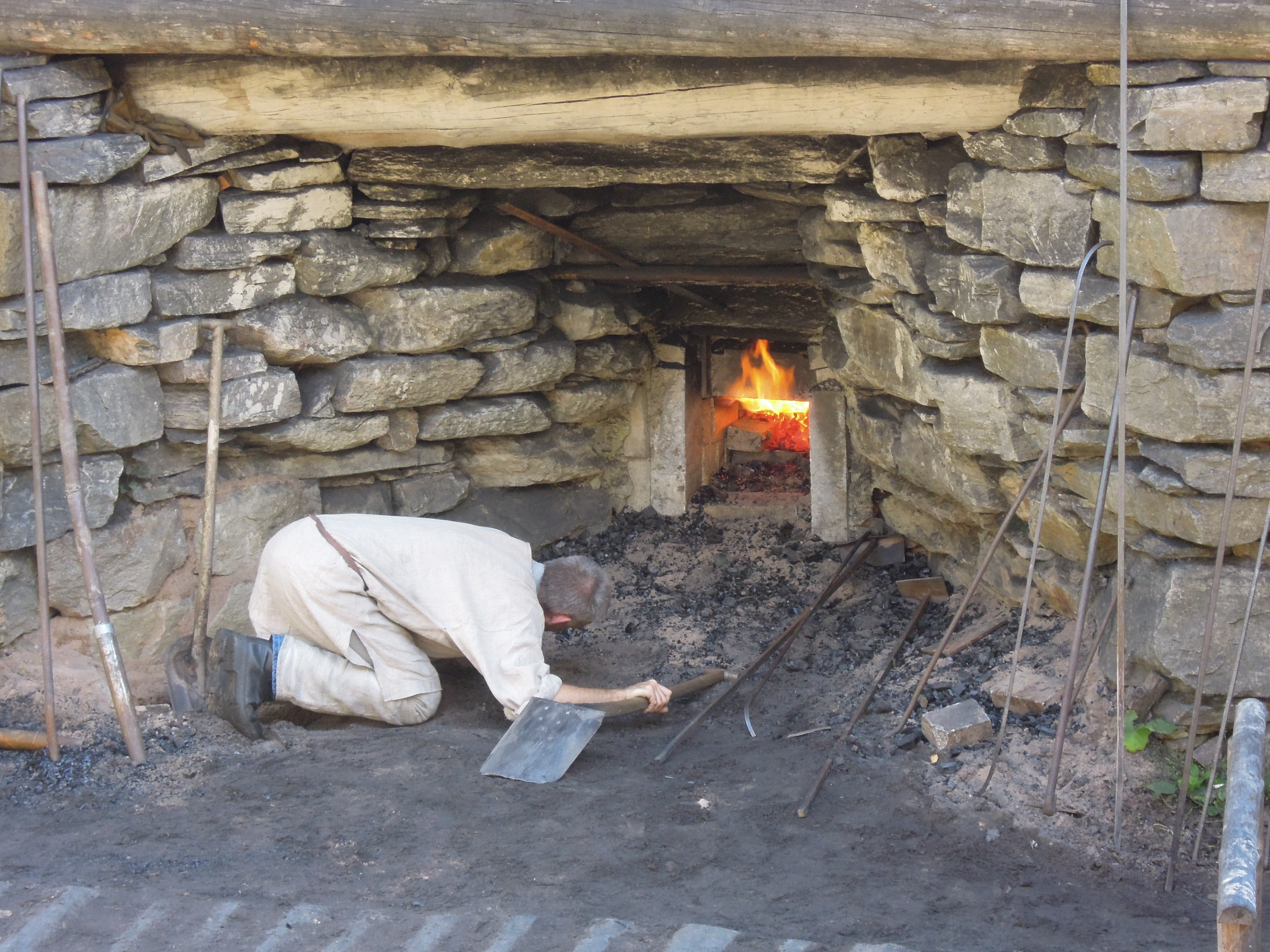
Nya Lapphyttan
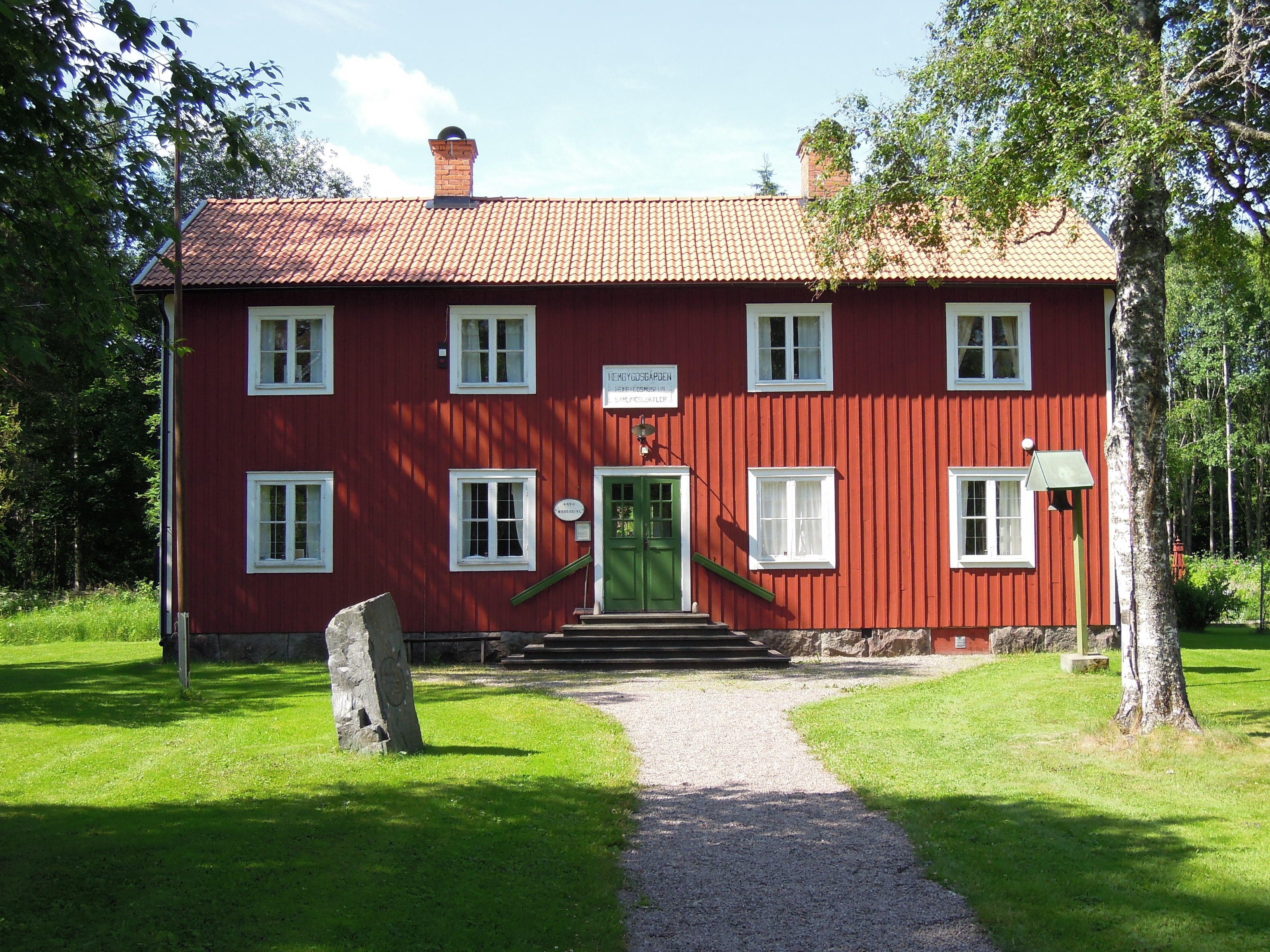
Karlbergs hembygdsgård
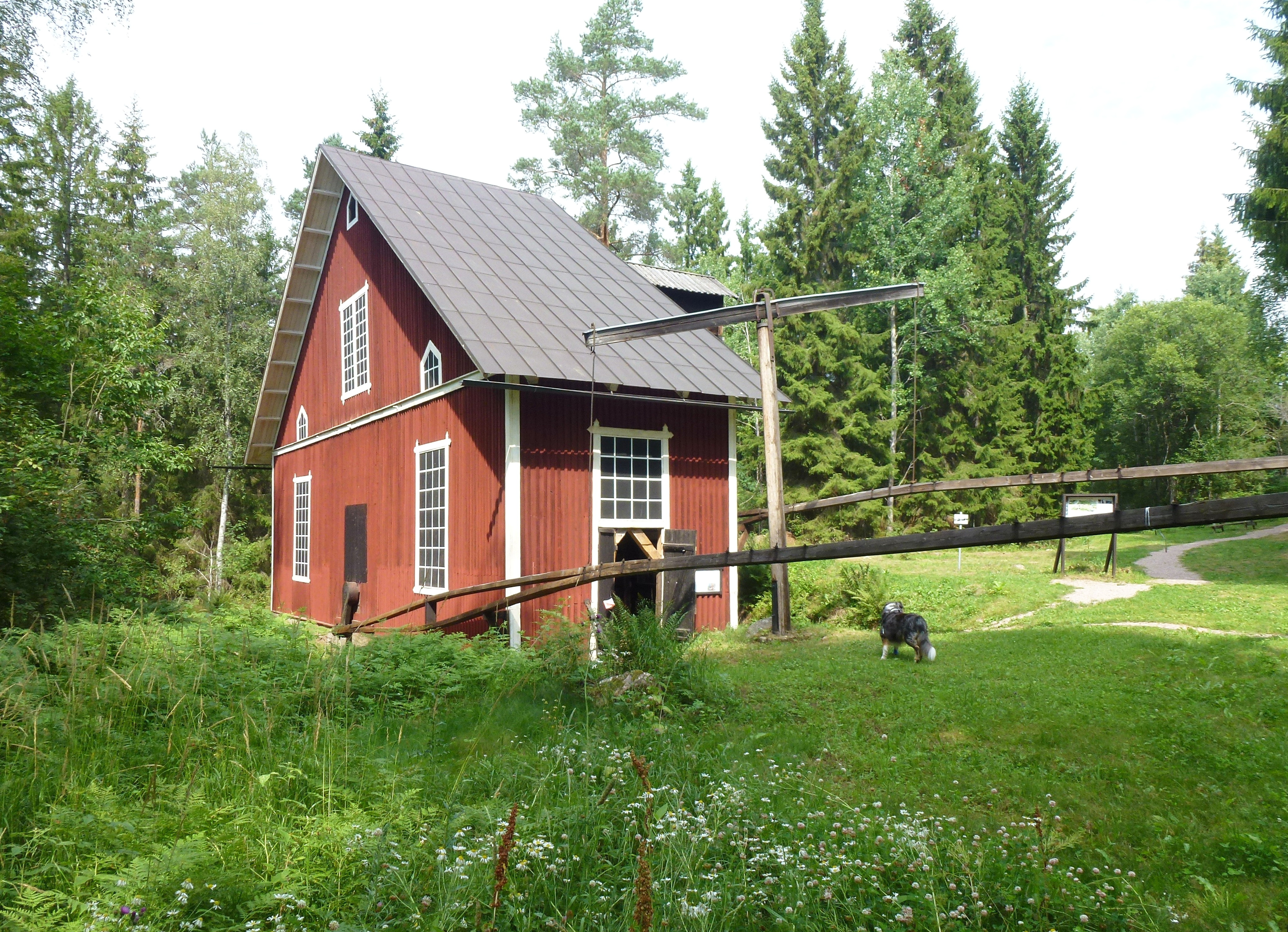
Polhemshjulet, hjulhuset
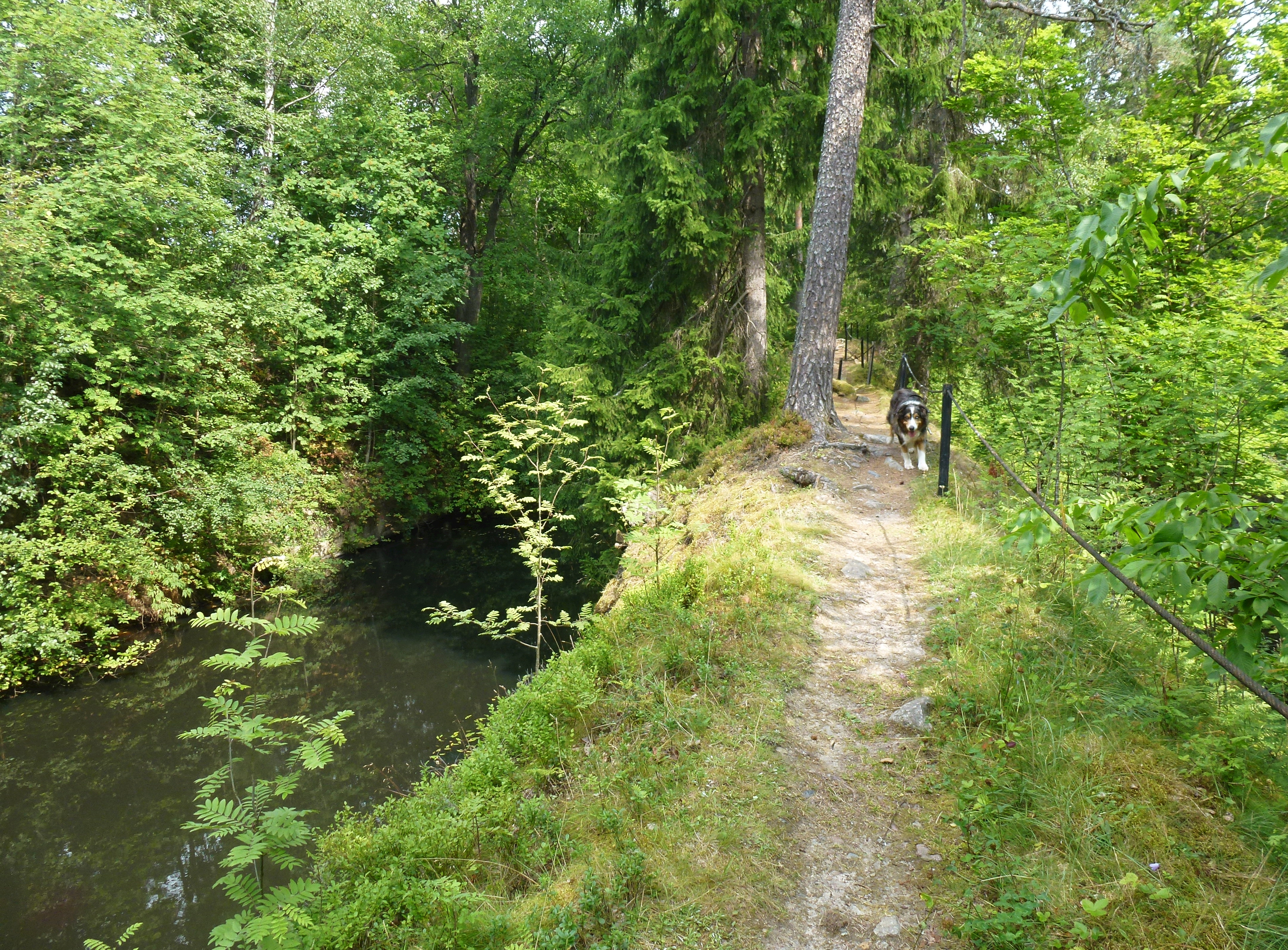
Svinryggens dagbrott
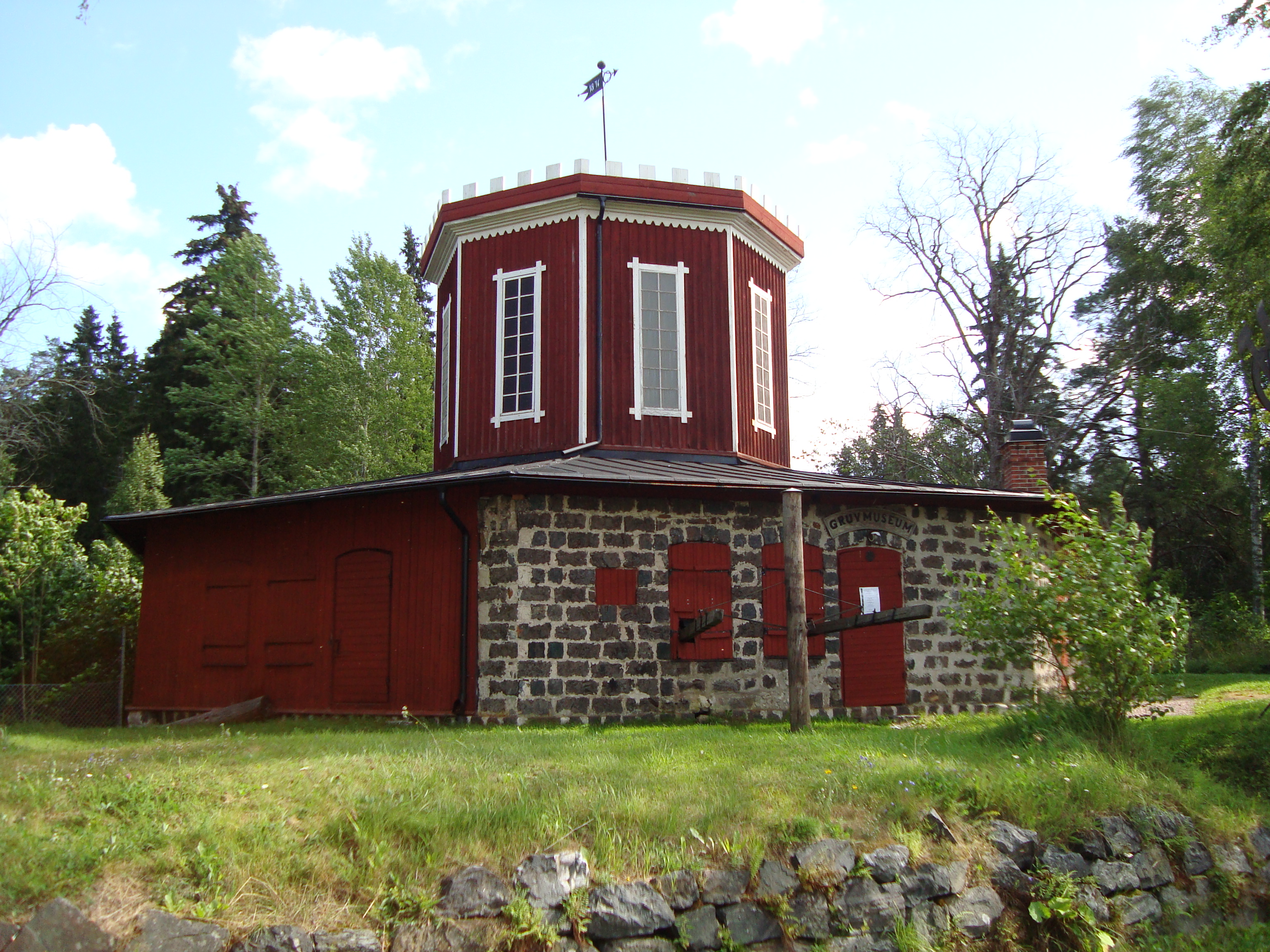
Risbergs konstschakt
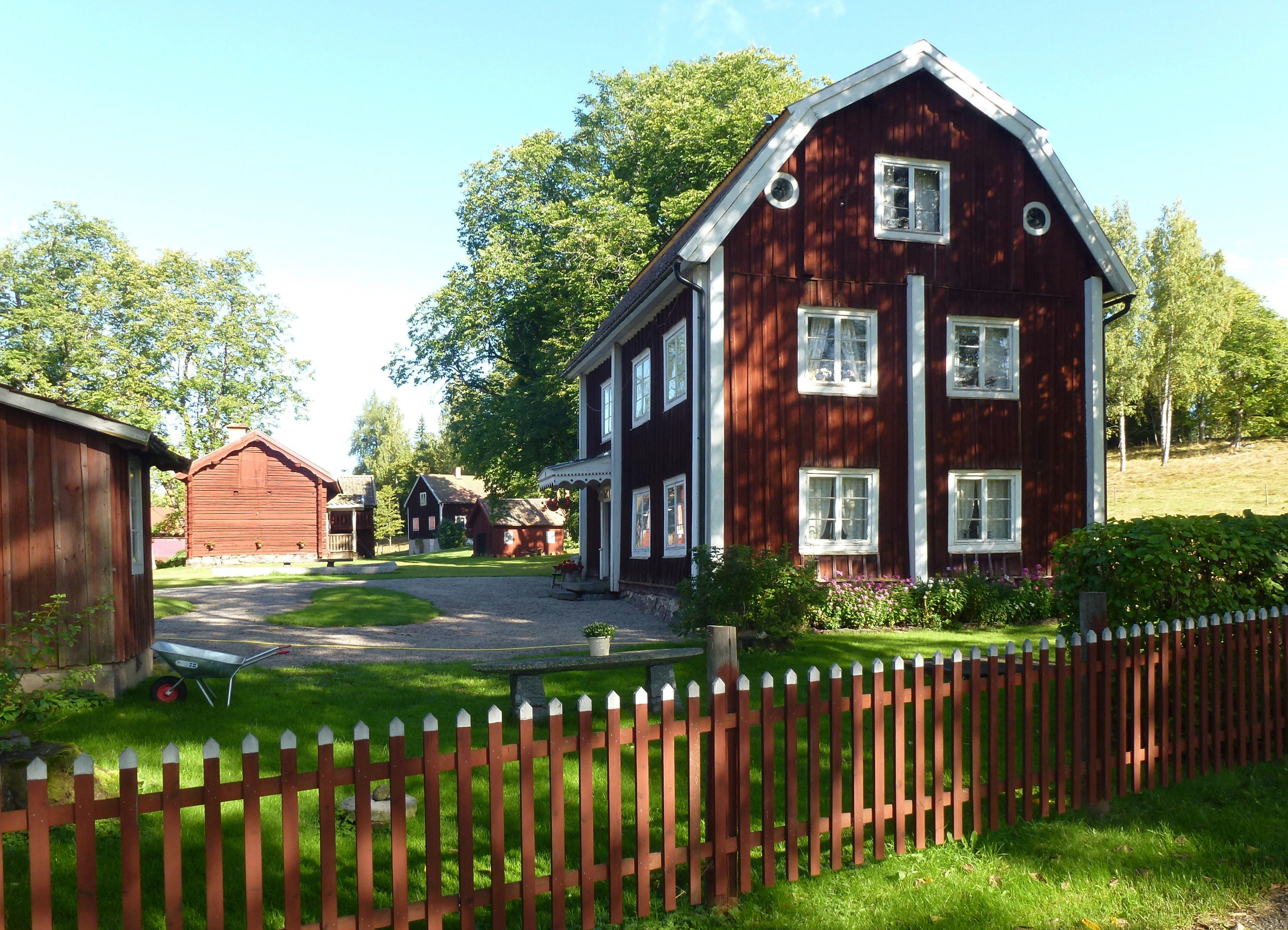
Bråfors bergsmansby

### Fagersta kommun
- Semlaområdet
- Fagersta brukssamhälle
- Västanforsområdet med Västanfors gamla kraftstation
- Världsarvet Engelsbergs bruk
- Stationssamhället Ängelsberg
- Oljeön
- Dunshammars blästerugnar

### Bilder, Fagersta kommun

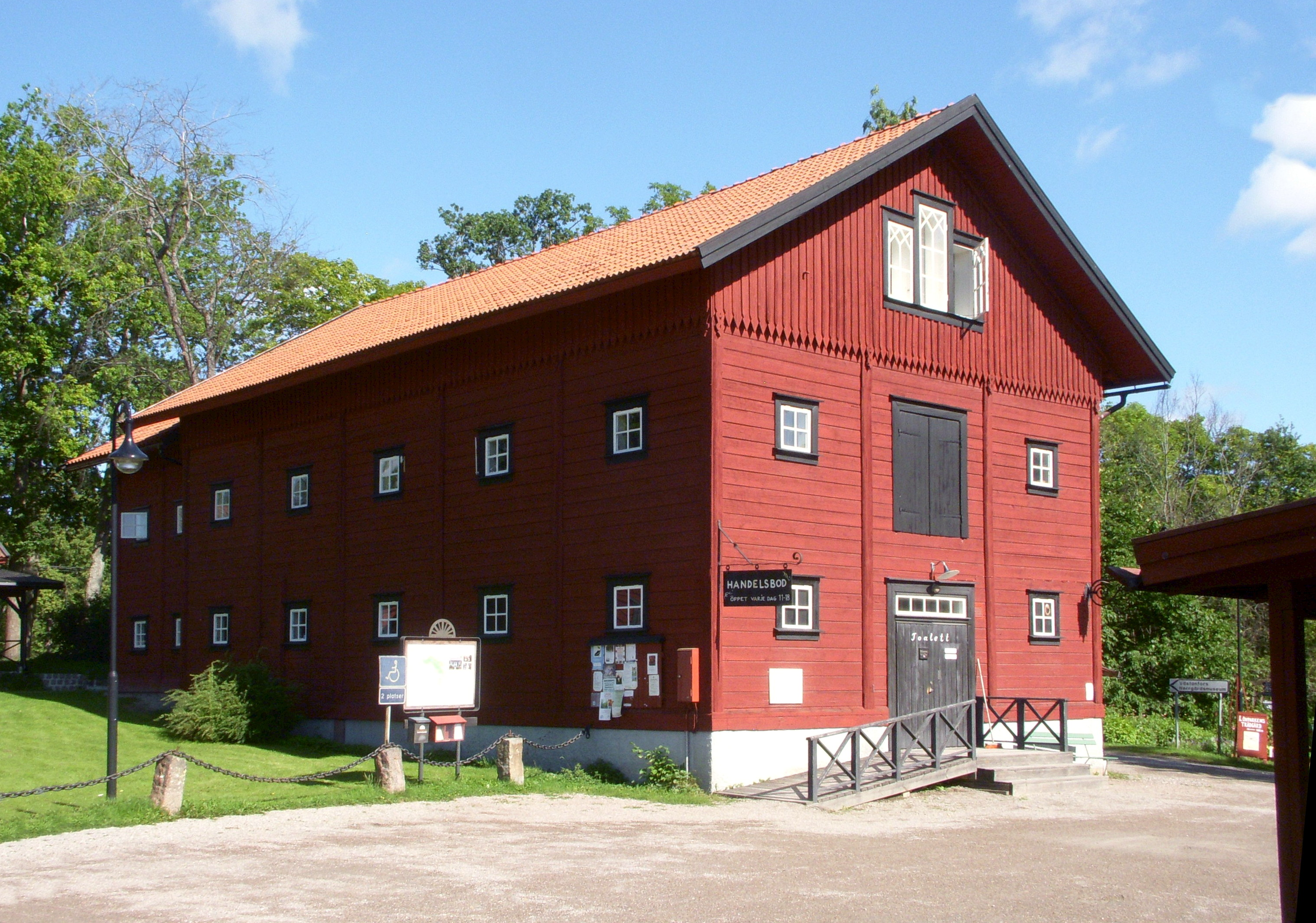
Västanforsområdet sädesmagasin
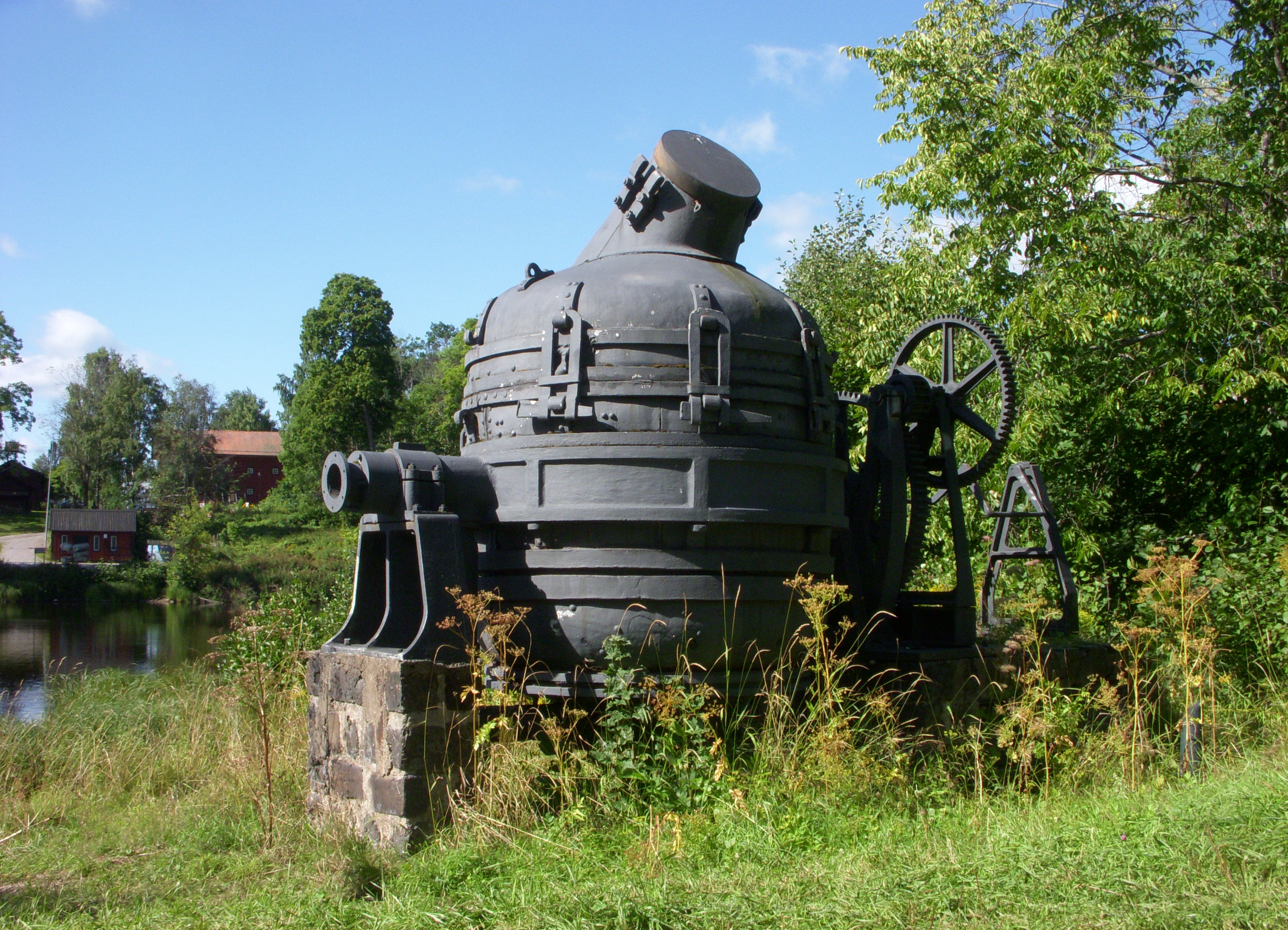
Västanforsområdet Bessemerkonverter
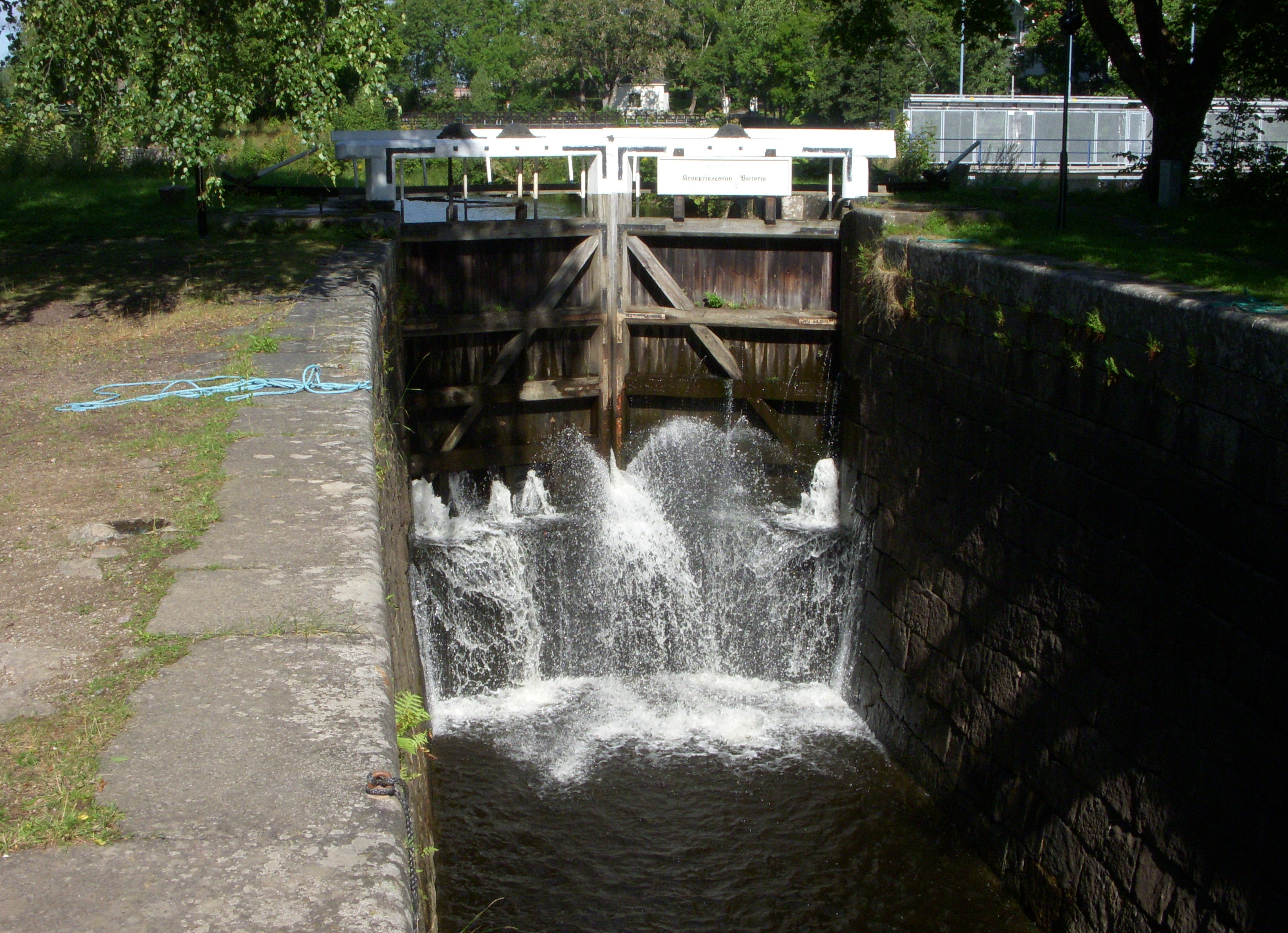
Strömsholms kanal, sluss "Kronprinsessan Victoria"
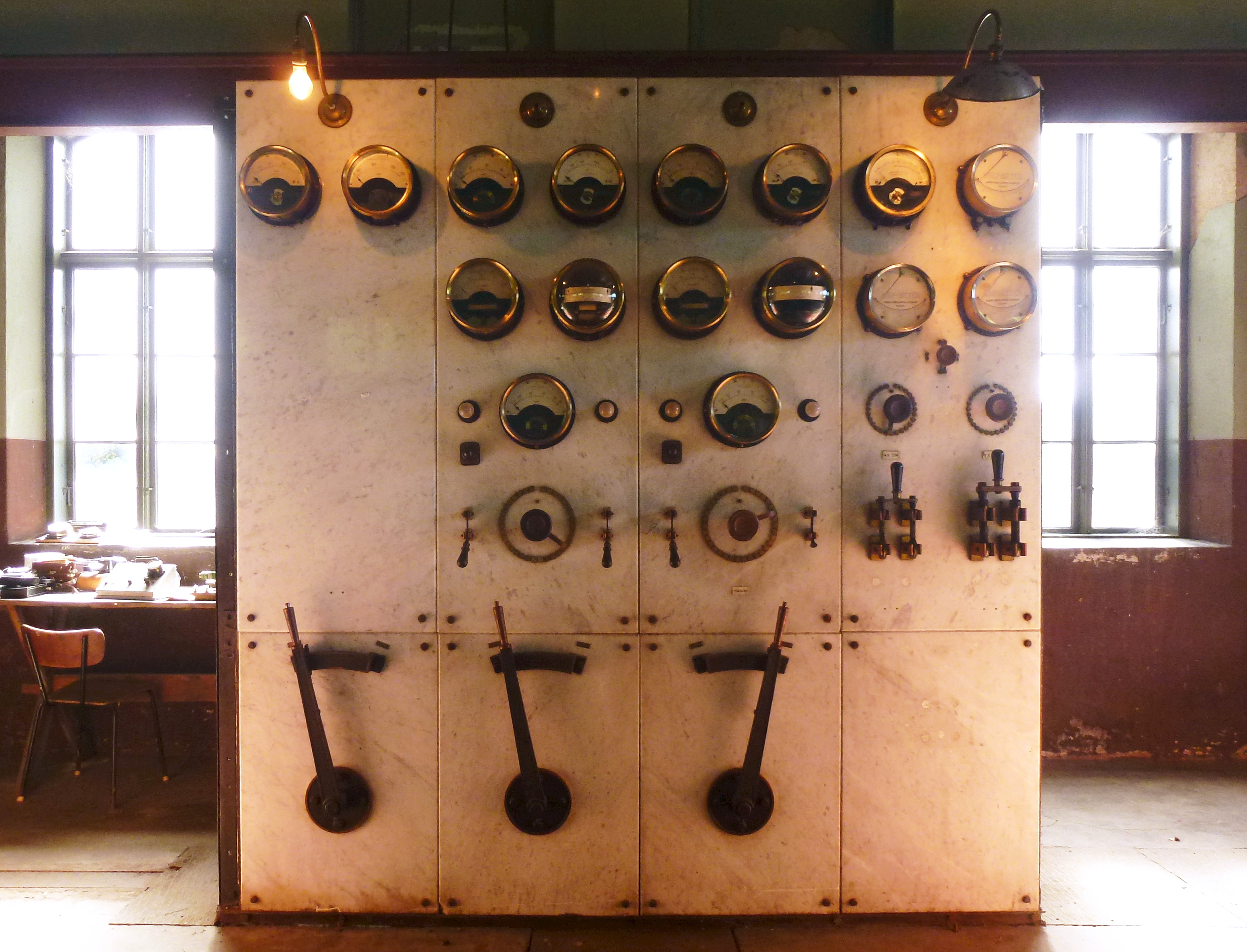
Västanfors gamla kraftstation
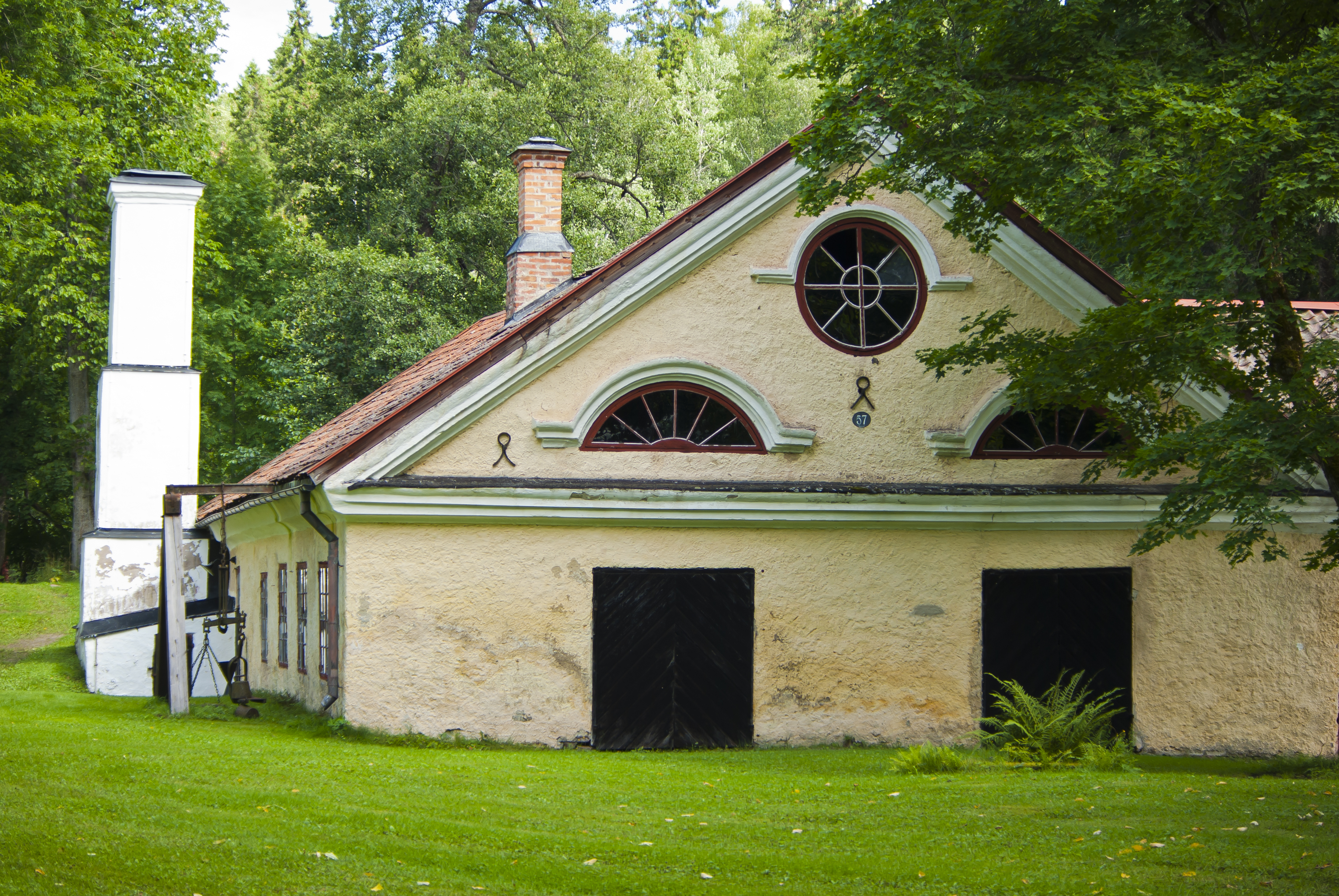
Engelsbergs bruk, smedja
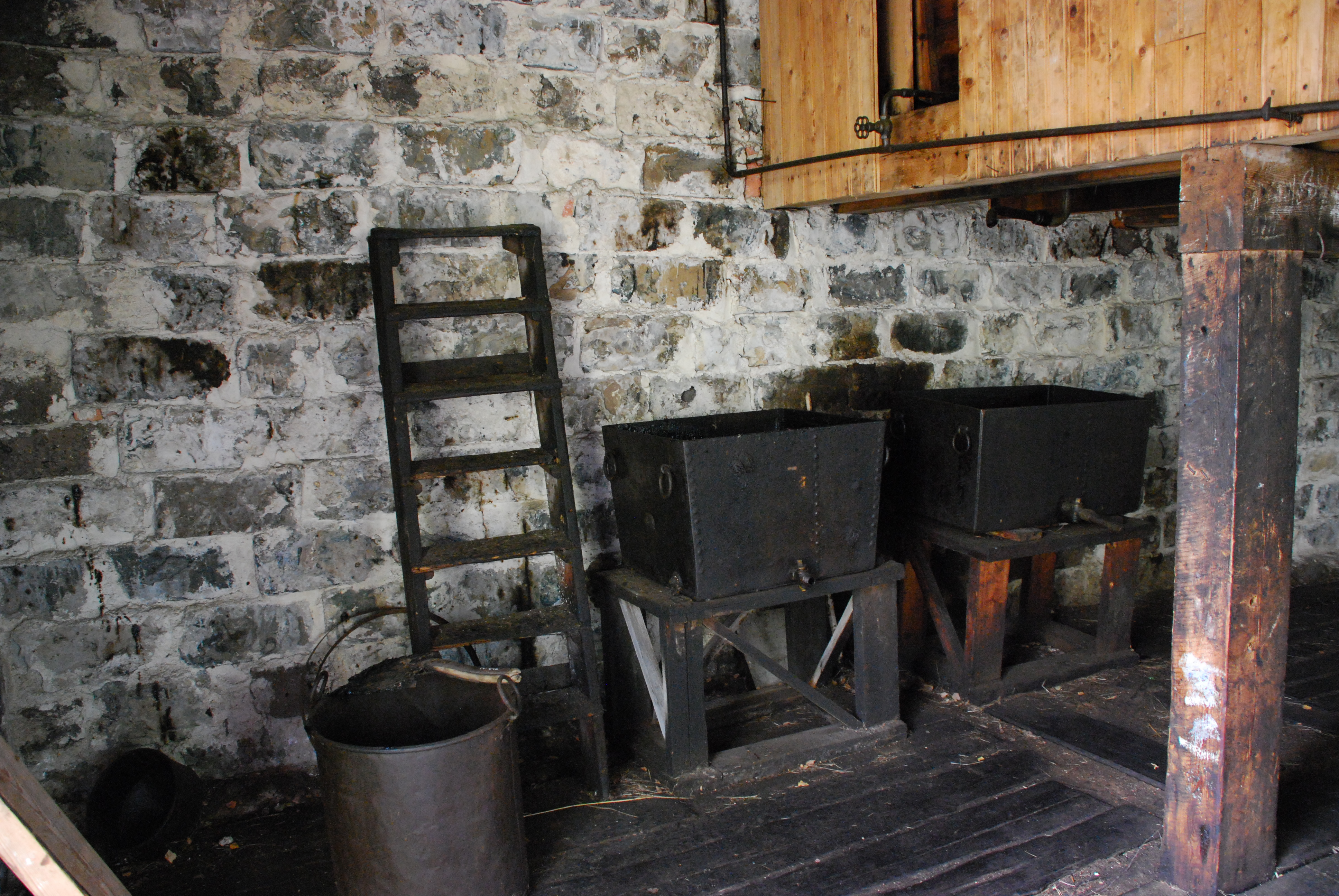
Oljeön, raffinaderiet, interiör
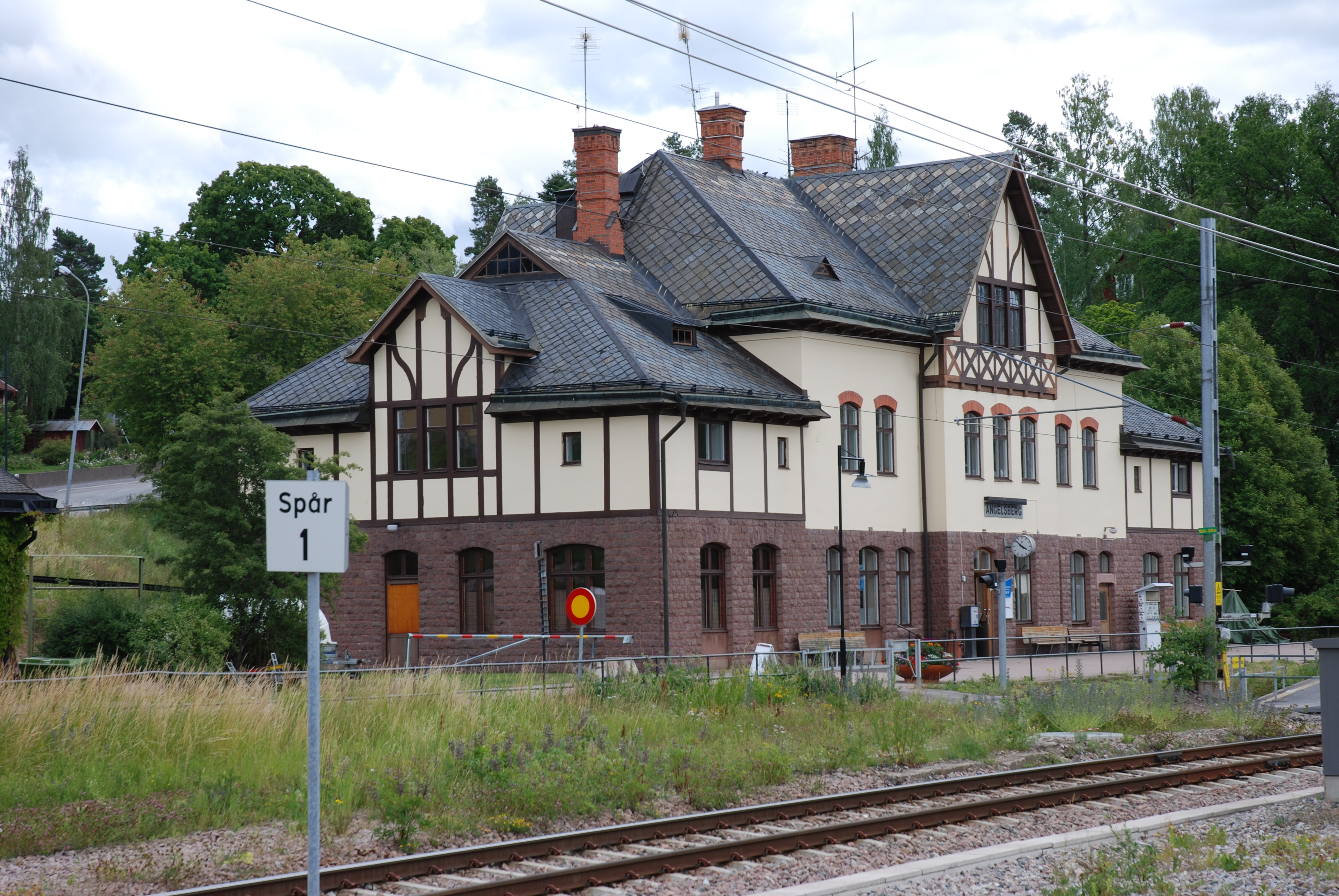
Stationssamhället Ängelsberg
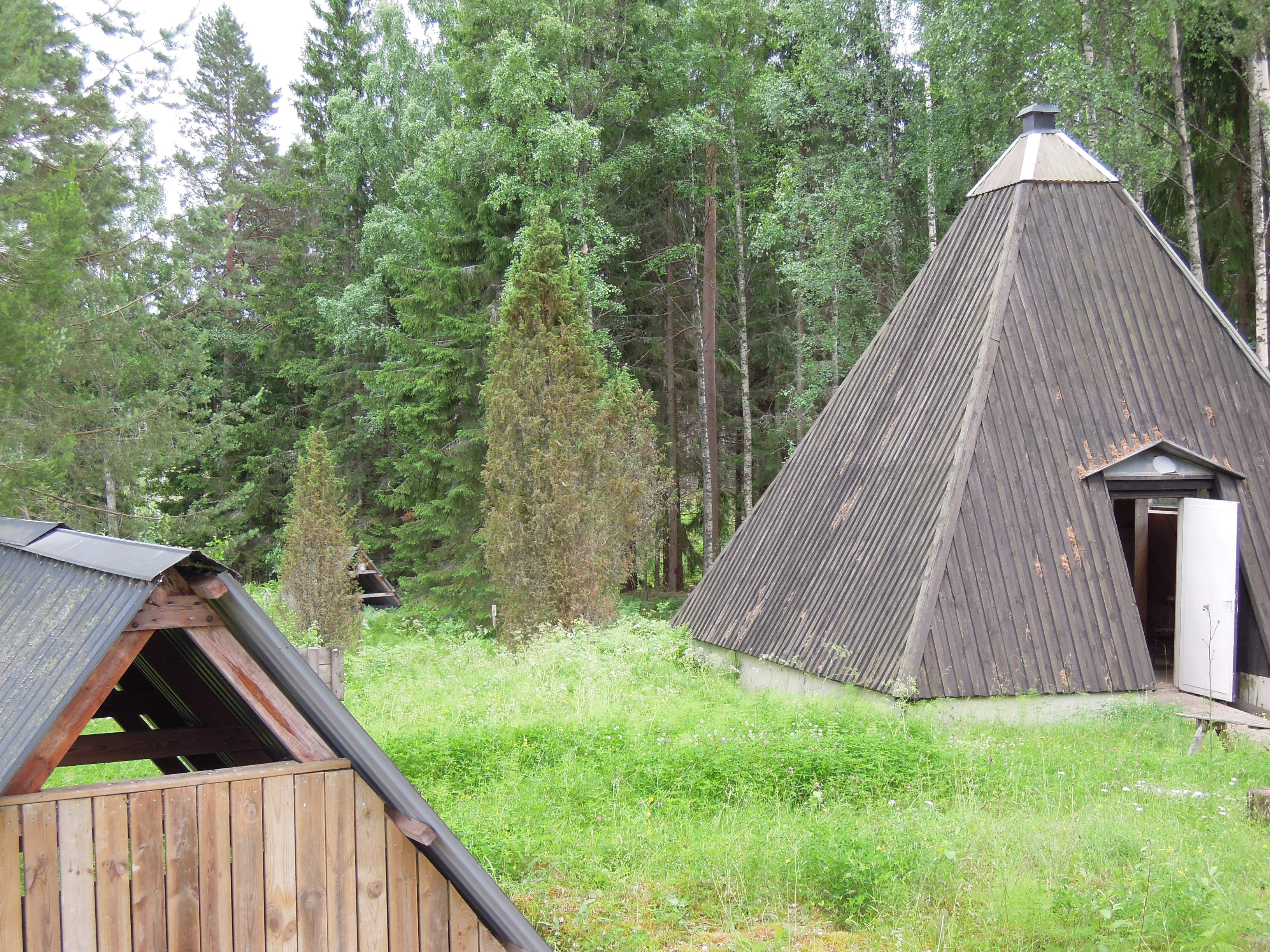
Dunshammar

### Skinnskattebergs kommun
- Ebba Brahes lusthus
- Skinnskattebergs herrgårdsmiljö
- Kolarbyn
- Bastnäs gruvfält
- Kopparverket
- Lokstallet och KURJ
- Lienshytte masugn
- Röda Jorden
- Krampen
- Uttersbergs bruksmiljö
- Karmansbo bruksmiljö
- Färna bruksmiljö
- Oxbrons banvaktstuga
- Kulturreservatet i Skräppbo

### Bilder, Skinnskattebergs kommun

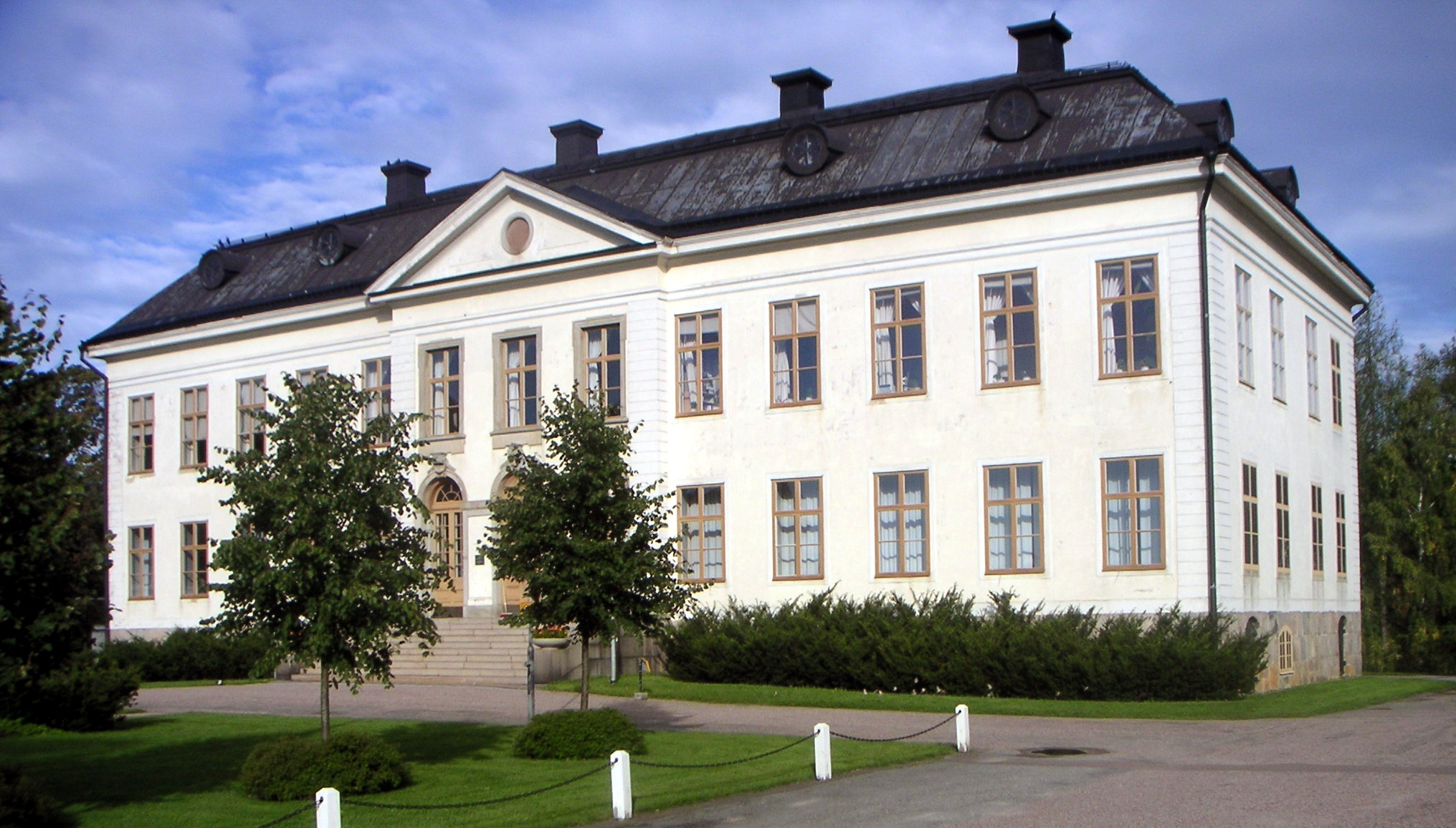
Skinnskattebergs herrgård
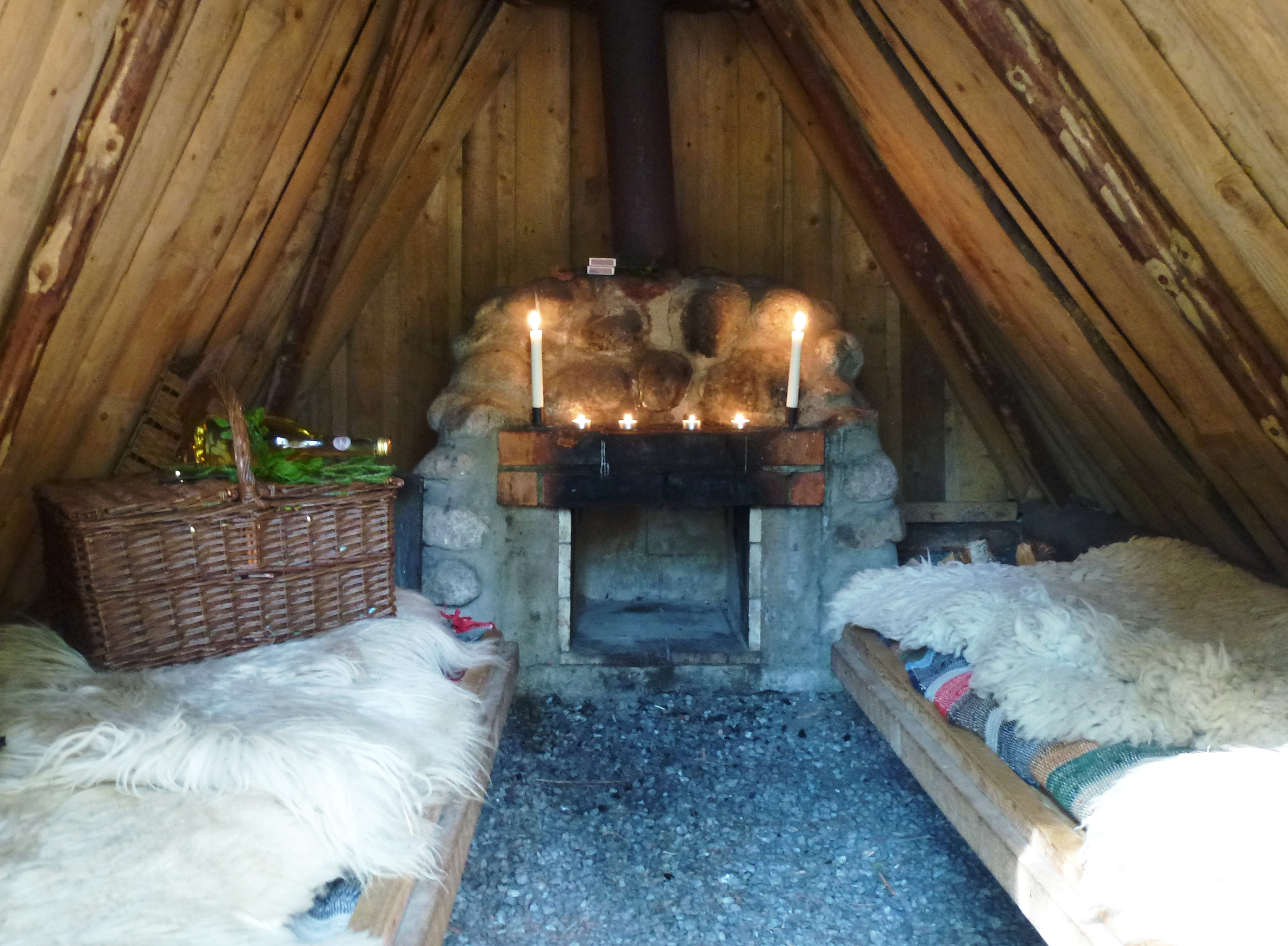
Kolarbyn (interiör, koja)
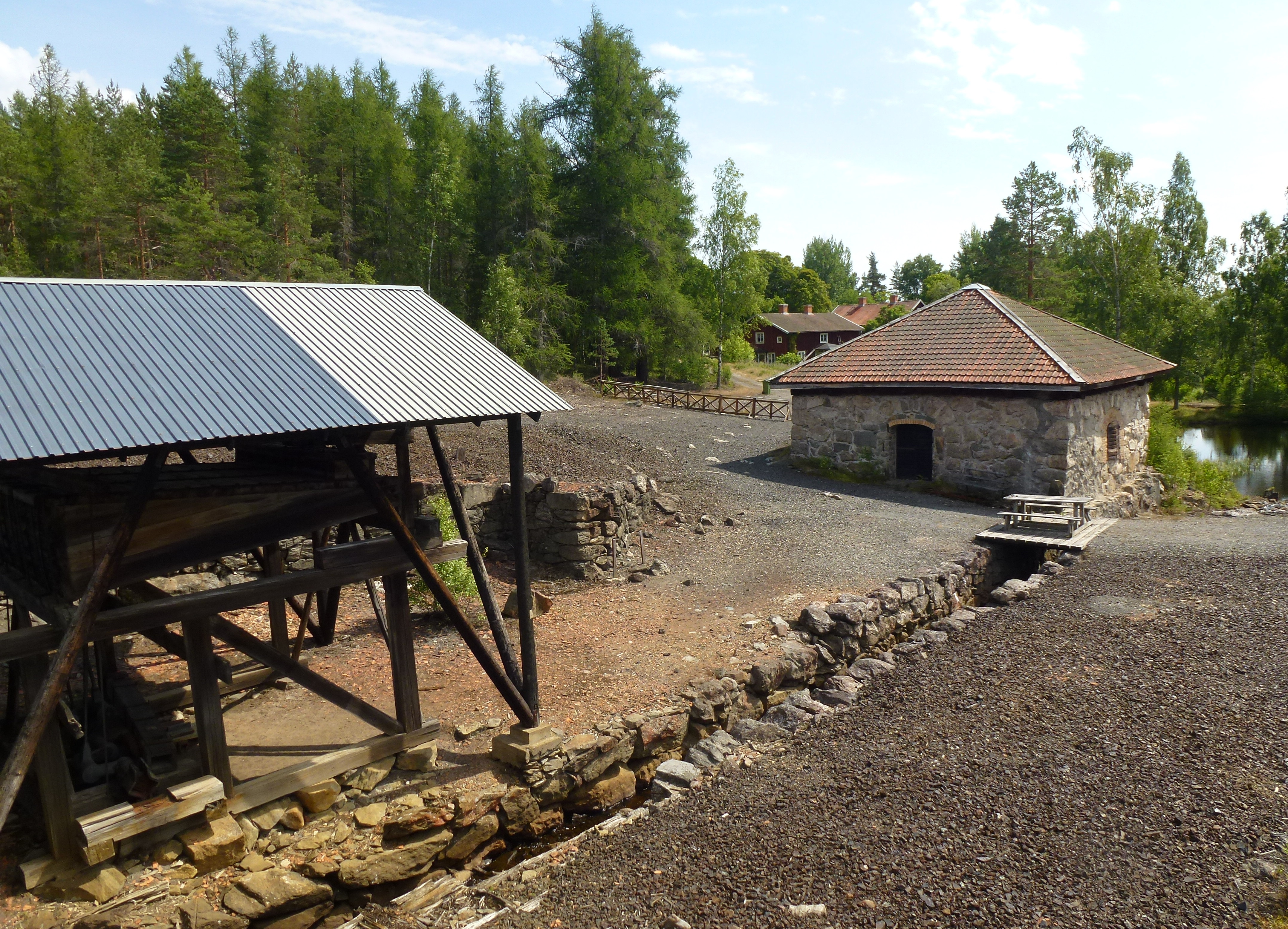
Kopparverket
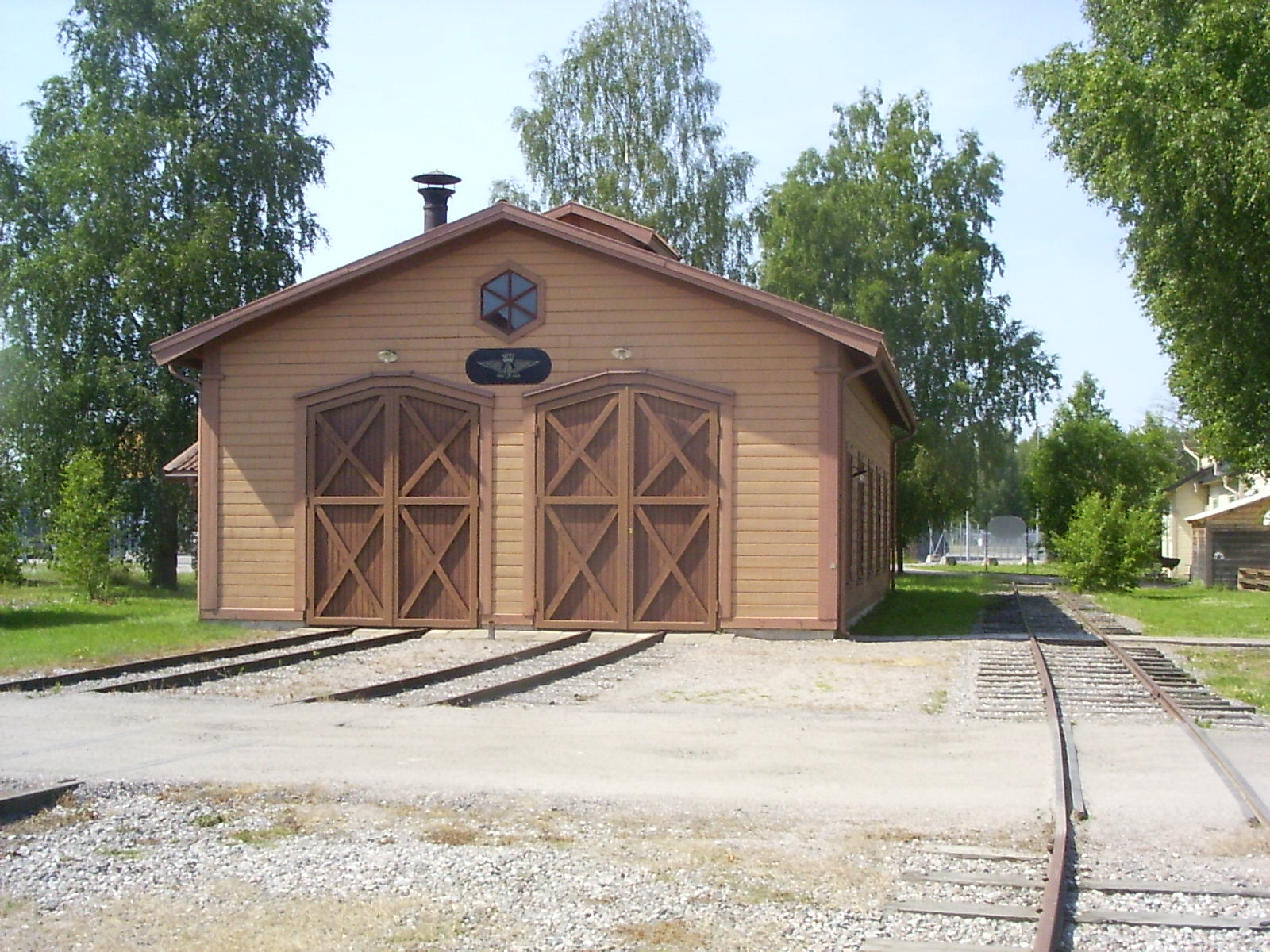
Lokstallet Köping–Uttersberg–Riddarhyttans Järnväg
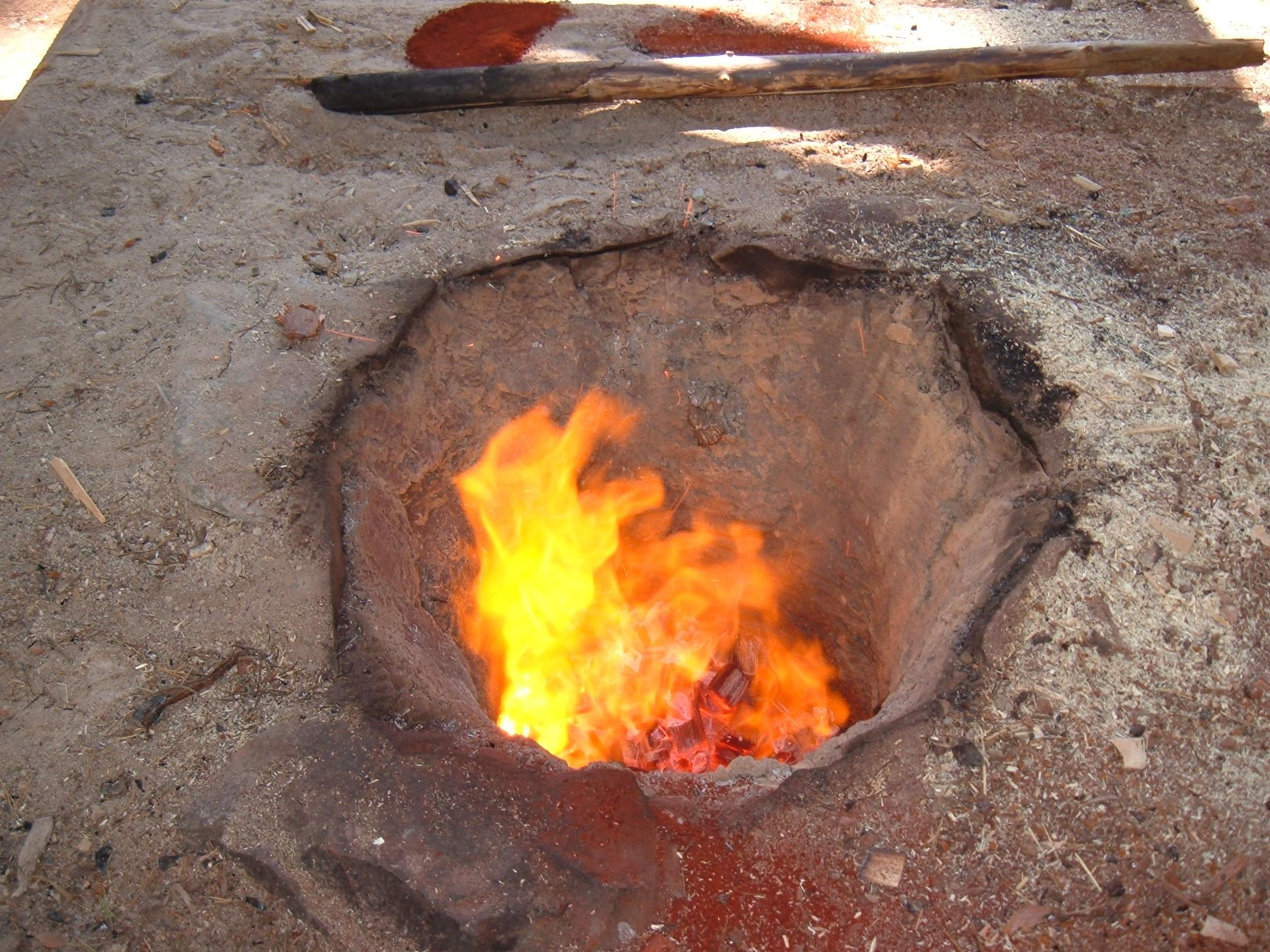
Röda Jorden
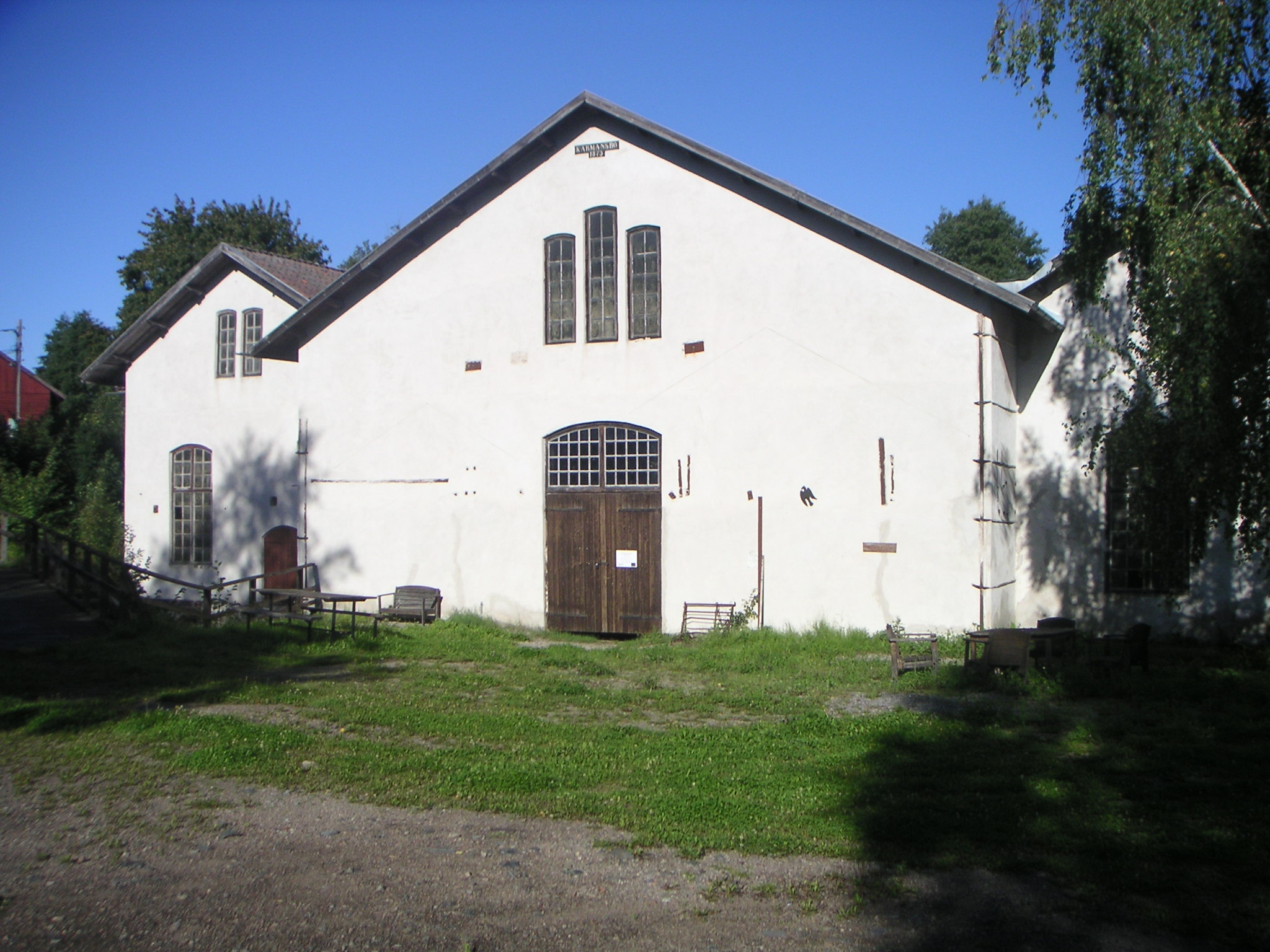
Karmansbo bruk, lancashiresmedjan
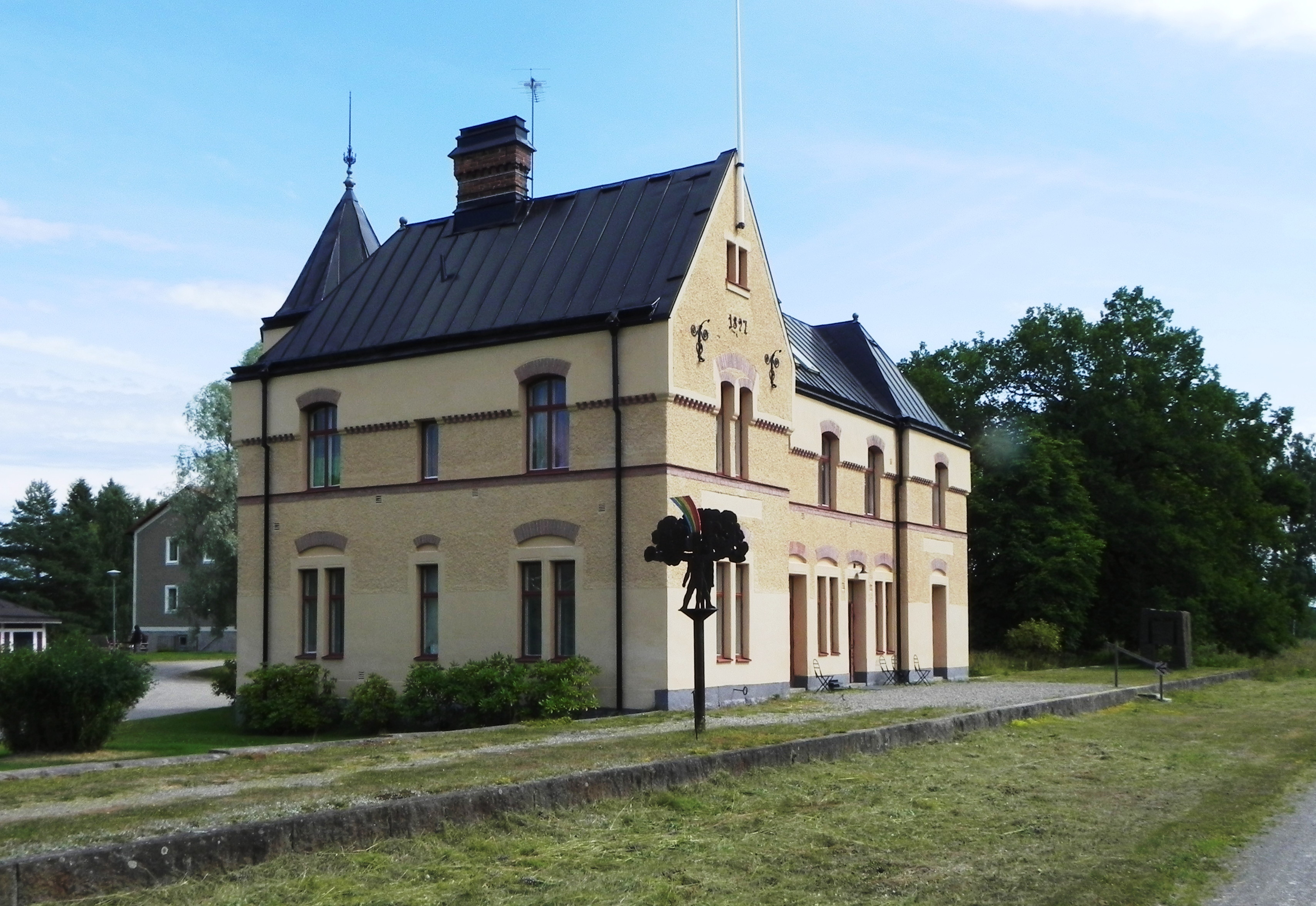
Uttersbergs bruk stationshuset
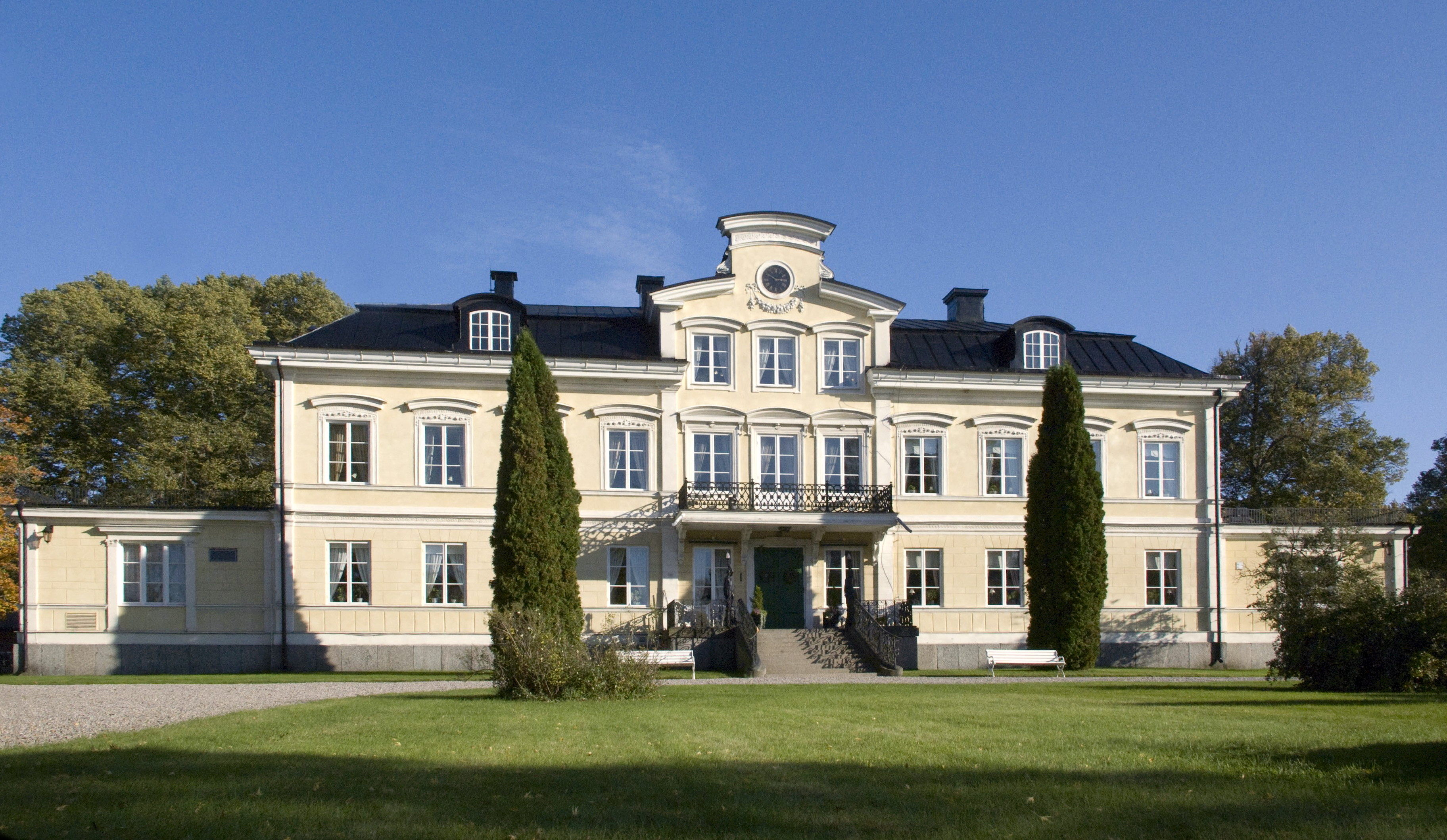
Färna herrgård

### Surahammars kommun
- Lisjö brukskyrka
- Ramnäs bruksmiljö
- Surahammars bruksmiljö
- Virsbo bruksmiljö

### Bilder, Surahammars kommun

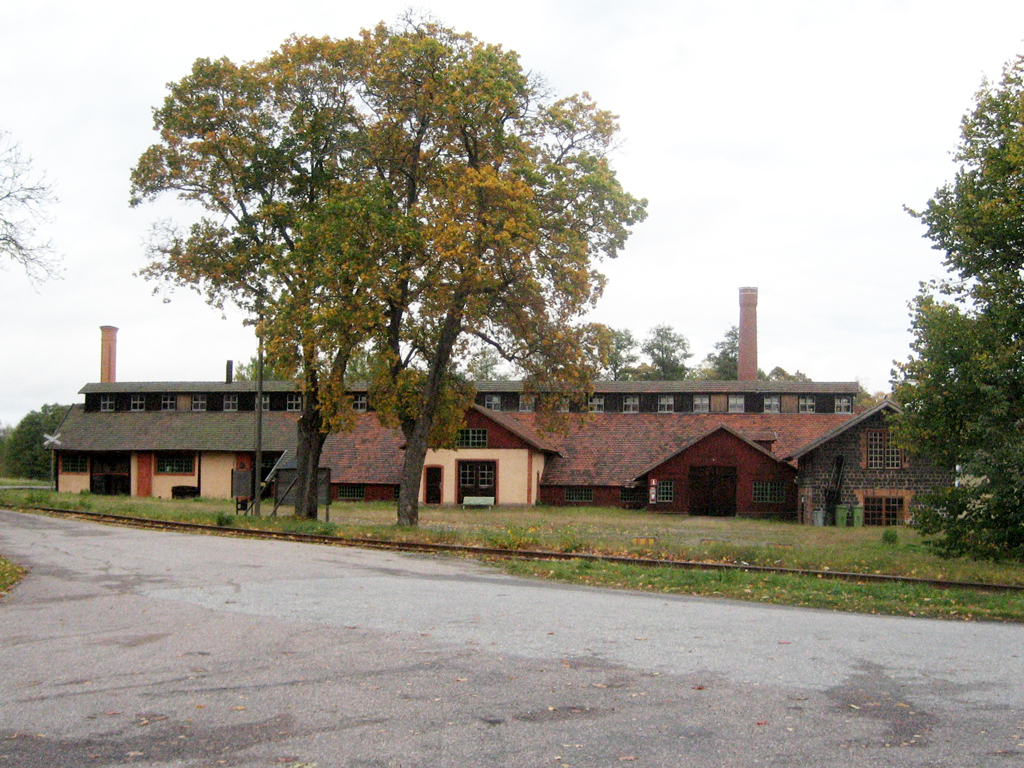
Lancashiresmedjan i Ramnäs.
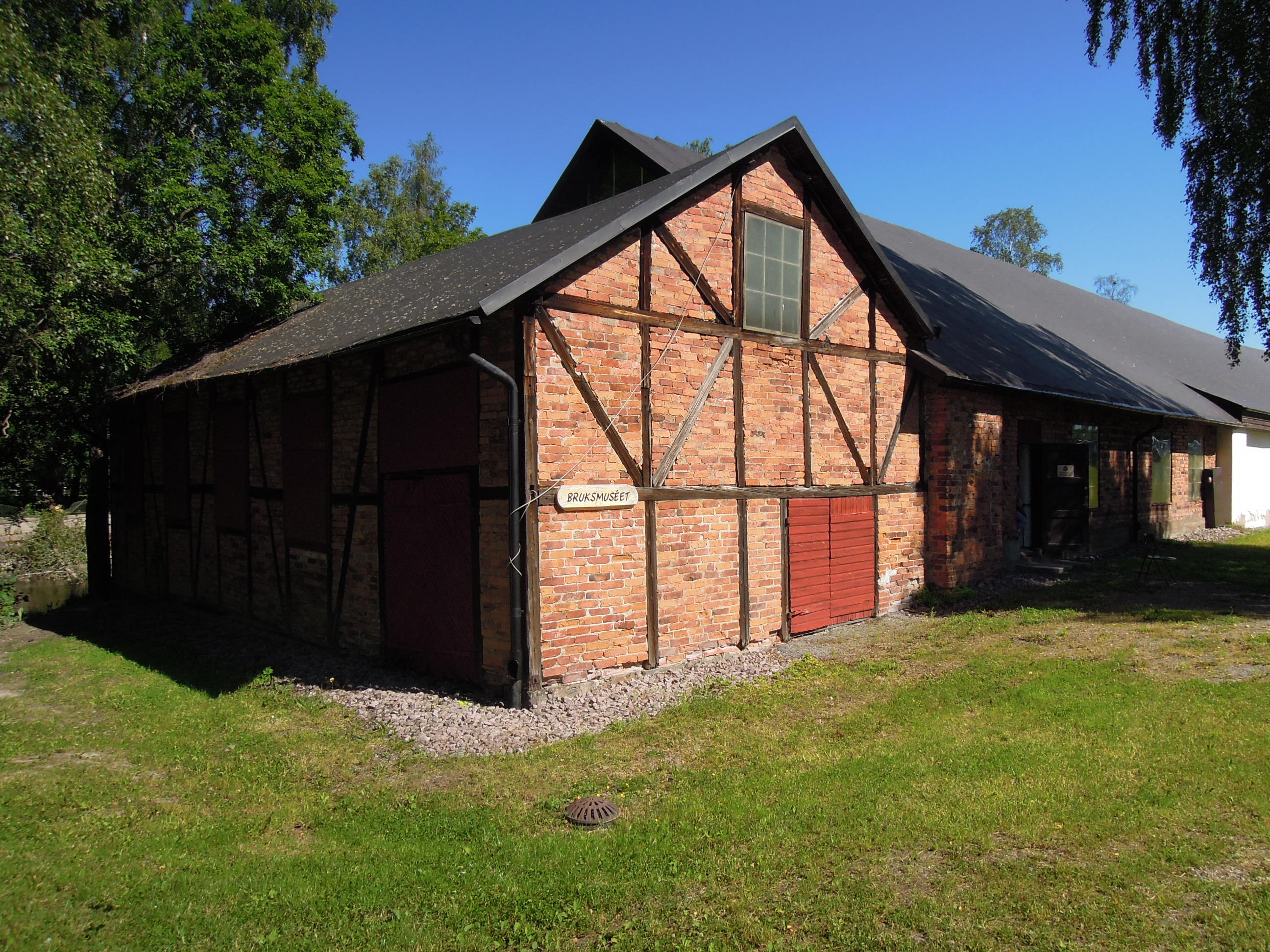
Surahammars bruksmuseum.
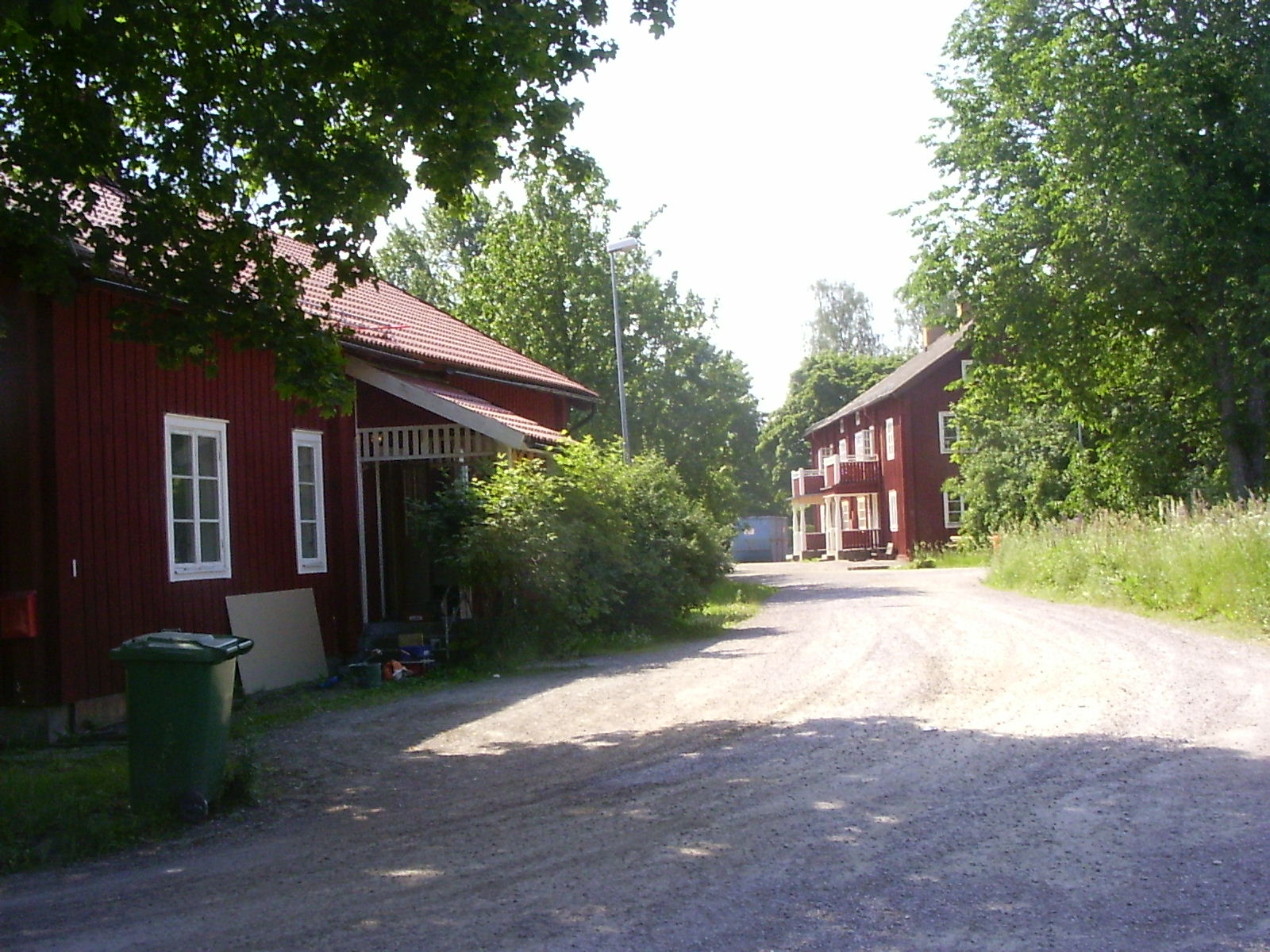
Bruksbostäder i Virsbo.

### Hallstahammars kommun
- Skantzen
- Trångforsområdet
- Västerkvarn med kvarnmuseum
- Strömsholms slott
- Borgåsunds hamn
- Strömsholms kanal
- Herrevadsbro

### Bilder, Hallstahammars kommun

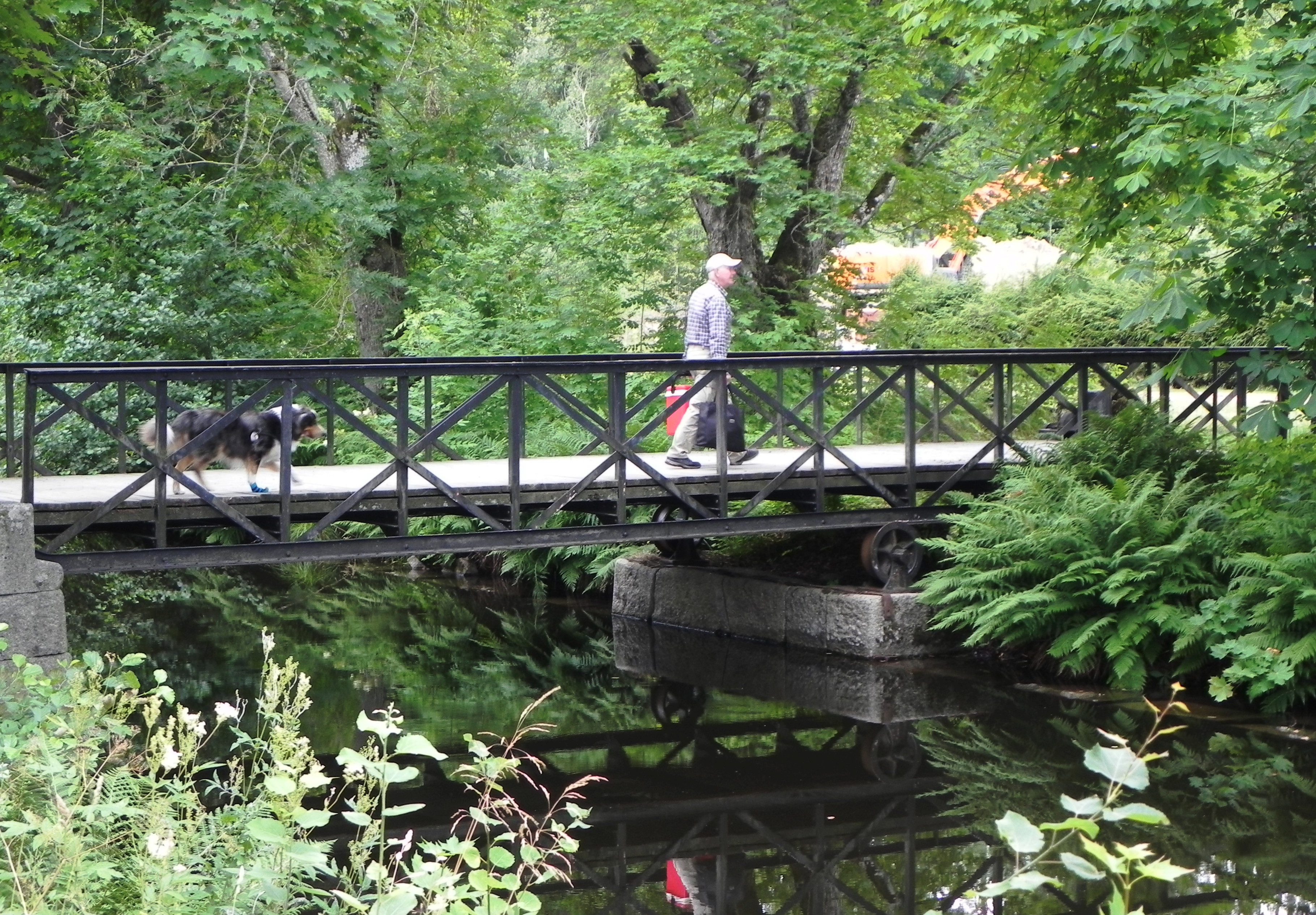
Trångforsområdet
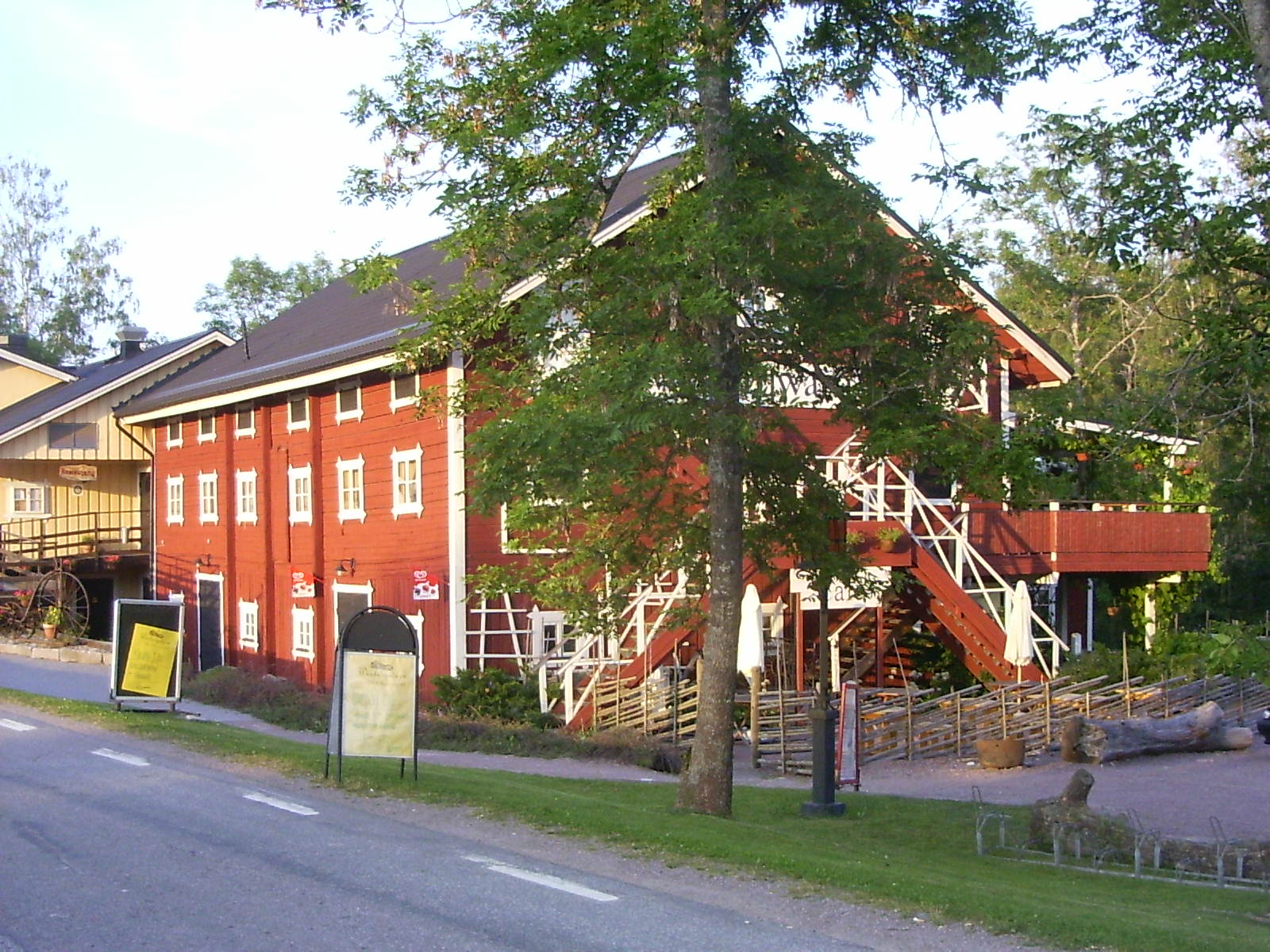
Västerkvarn
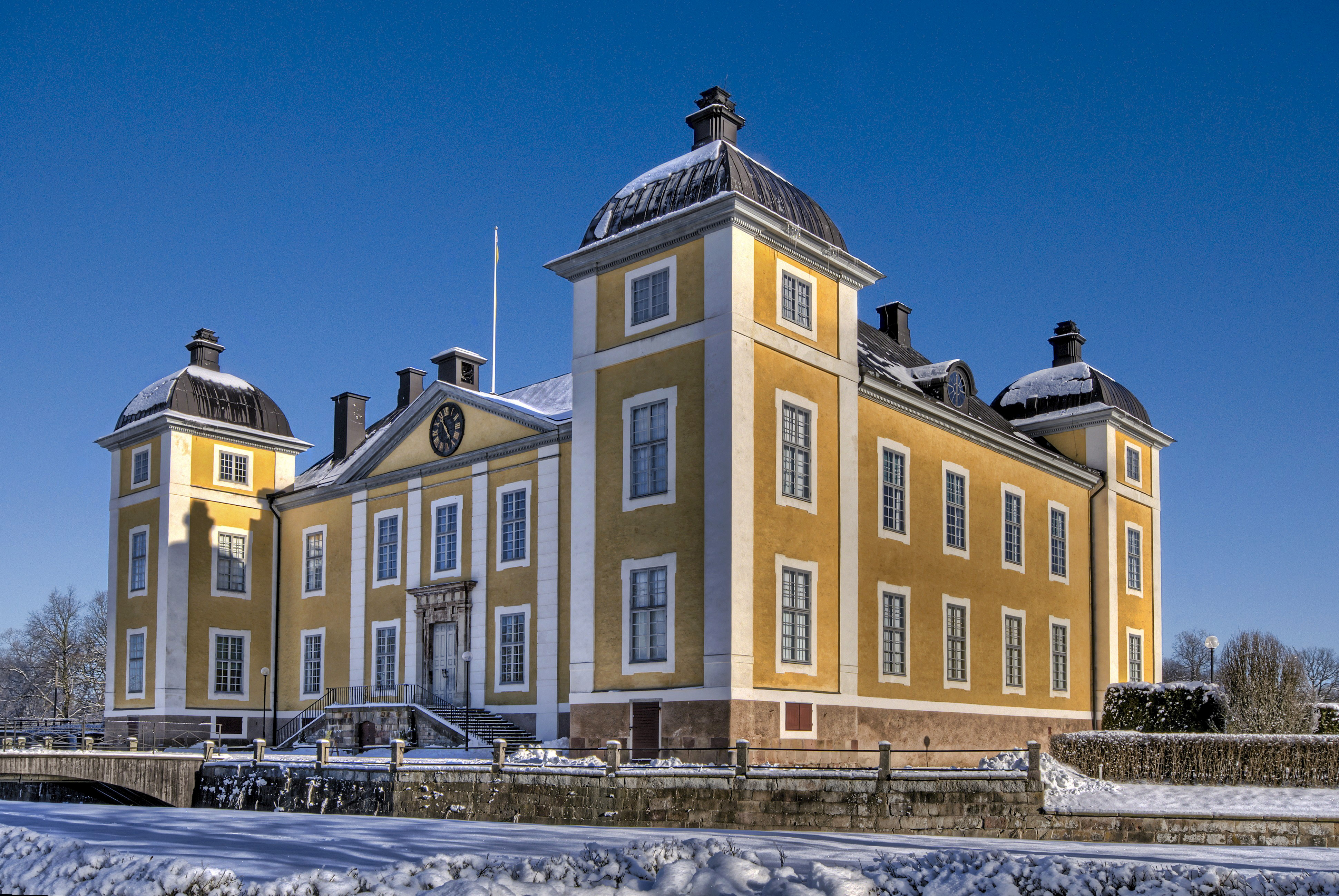
Strömsholms slott
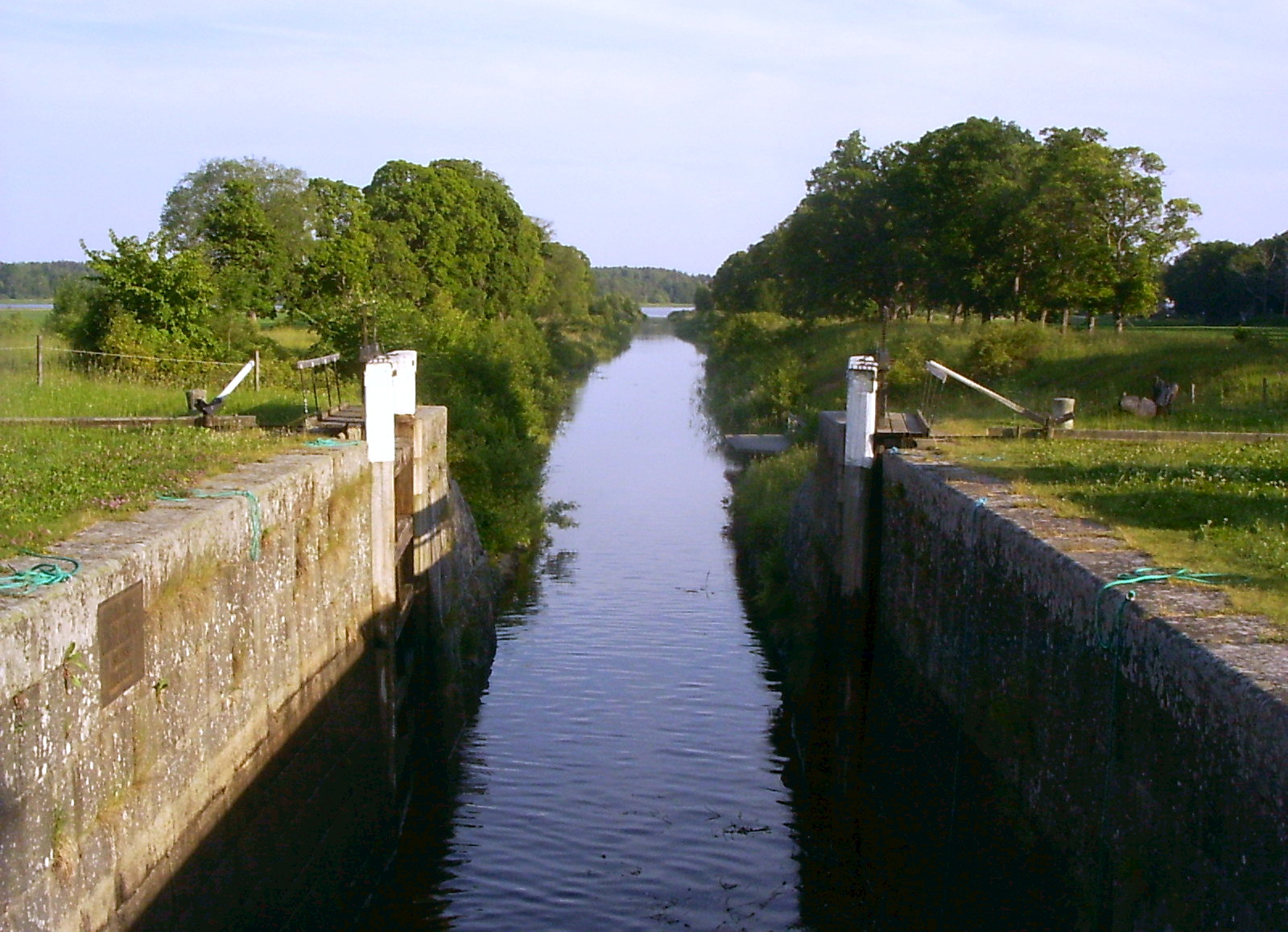
Strömsholms kanal, slussen "Konung Karl XV"

## Andra ekomuseer
- Husbyringen, Sveriges första ekomuseum invigd 1970.
- Silverringen, en kulturslinga med sju bergslagsmiljöer i södra Dalarna.
- Åkers bergslag är ett ekomuseum med 15 utflyktsmål i Södermanland.
- Järnriket Gästrikland
- Landskapsmuseet Angeln, ett ekomuseum på halvön Angeln i det tyska förbundslandet Schleswig-Holstein.